# صور الكواكب الثمانية والأربعين
صور الكواكب الثمانية والأربعين أو صُوَرُ الكَوَاكِبِ الثَّابِتَةِ هو كتاب في علم الفلك وضعه عبد الرحمن بن عمر الصوفي في القرن الرابع الهجري (القرن العاشر الميلادي)، وتابعه بعد ذلك ابنه الذي صنف أرجوزة لتسهيل حفظ الكوكبة وما بها من كواكب. يتحدث فيه مصنفه عن الكوكبات التي ترى في السماء، ويستدل بها الفلكيون في أرصادهم والبحارة في سفرهم. ويتحدث الكتاب عن الكوكبات التي تخيلها العرب القدماء والتي بلغ عددها 48 كوكبة، ويَصف أغلب الكتاب مواقع النجوم في الكوكبات ومقدار لمعانها (حيث كان القدماء يُصنفون النجوم ضمن ستة أقدار حسب لمعانها، وكانوا مضطرين لتقدير اللمعان بسبب عدم توفر أدوات قياس دقيقة كالمتوفرة حالياً) ولا يَذكر أسماء إلا القليل منها بينما يَعتمد في الإشارة إليها على ترقيمها في الغالب. ولكنه بالرغم من ذلك يَذكر في بعض المواضع سبب تسمية بعض النجوم ومكانتها عند العرب.

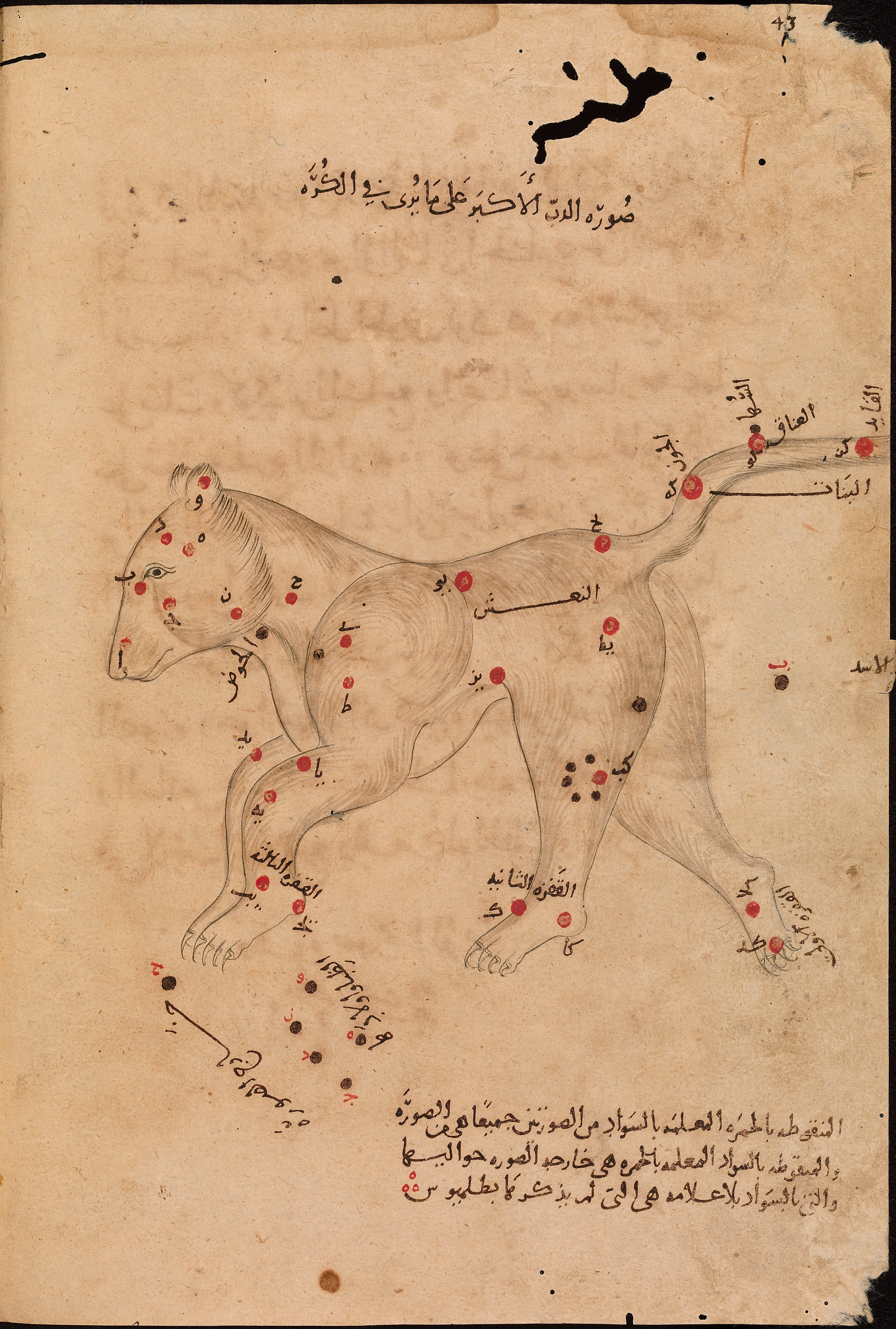
إحدى الصفحات كتاب الصوفي التي تظهر النجوم السبعة المألوفة لبنات نعش الكبرى في كوكبة الدب الأكبر ولقد سجلها بطليموس في الردف والذيل، وهذه الصورة من النسخة الموجودة في مكتبة بودليان وهي أقدم نسخة موجودة.

## محتويات
يحوي الكتاب صوراً رسمها الصوفي لكل الكوكبات بالأشكال التي تخيلها العرب القدماء فيها، حيث يُبين موضع كل نجم في الأشكال المُتخيلة للكوكبات. وقد رسم الصوفي رسمين لكل كوكبة، حيث يُبينها الأول كما تُرى في السماء والثاني كما تُرى في الكرة السماوية (كرة تُرسم عليها كوكبات السماء كانت تُستخدم قديماً). وذلك لأن الكوكبات تكون معكوسة في الكرة، فرسمها الصوفي بالشكلين لعدم التضليل ولاستخدام الرسم الأول عند رصد الكوكبات في السماء والثاني عند استخدام الكرة لذلك.
| الكواكب الشمالية | البروج الاثني عشر | الكواكب الجنوبية |
| ---------------- | ----------------- | ---------------- |
| الدب الأصغر      | الحمل             | قيطس             |
| الدب الأكبر      | الثور             | الجبار           |
| التنين           | التوأمان          | النهر            |
| قيقاوس           | السرطان           | الأرنب           |
| العواء           | الأسد             | الكلب الأكبر     |
| الإكليل الشمالي  | العذراء           | الكلب الأصغر     |
| الجاثي على ركبته | الميزان           | السفينة          |
| اللورا           | العقرب            | الشجاع           |
| الطائر           | الرامي            | الباطية          |
| ذات الكرسي       | الجدي             | الغراب           |
| برشاوش           | الدلو             | قنطورس           |
| ممسك الأعنة      | السمكتان          | السبع            |
| الحواء والحية    |                   | المجمرة          |
| السهم            |                   | الإكليل الجنوبي  |
| العقاب           |                   | الحوت الجنوبي    |
| الدلفين          |                   |                  |
| الفرس الأعظم     |                   |                  |
| قطعة الفرس       |                   |                  |
| المرأة المسلسلة  |                   |                  |
| المثلث           |                   |                  |

## صور

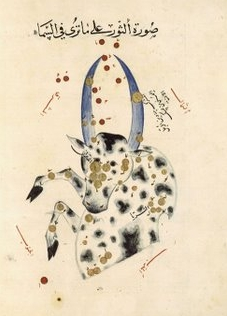
كوكبة الثور
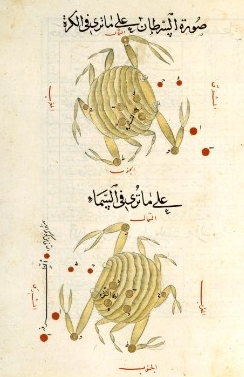
كوكبة السرطان
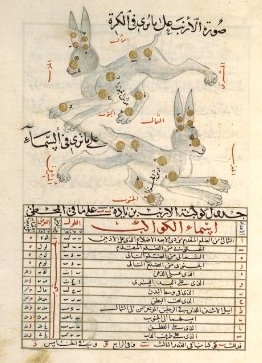
كوكبة الأرنب
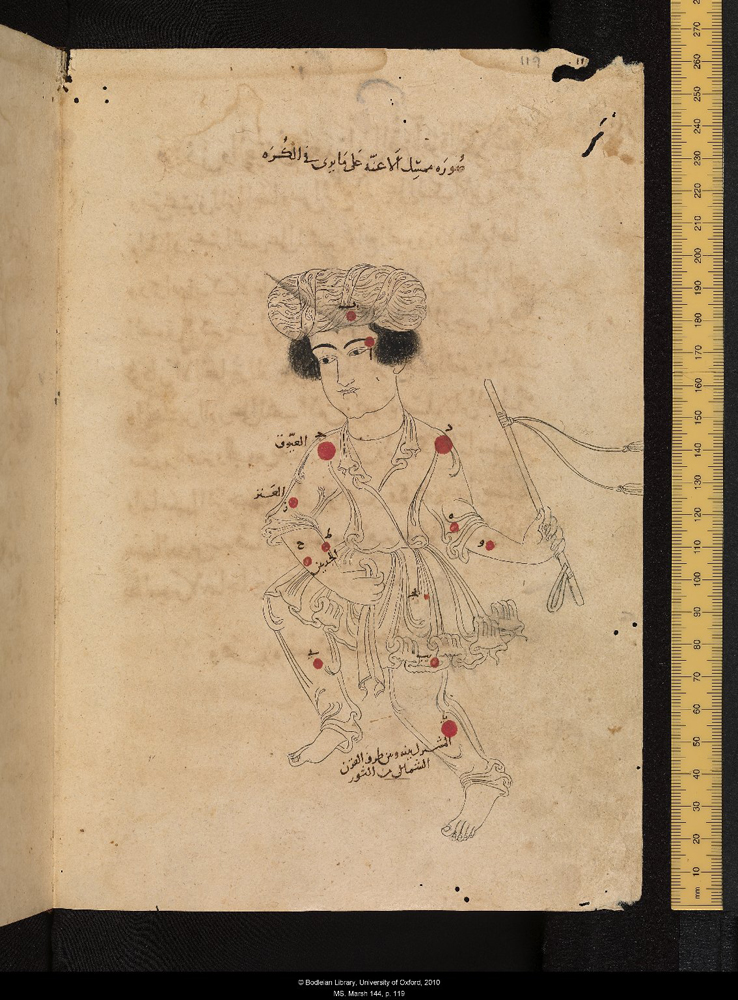
كوكب ممسك الأعنة
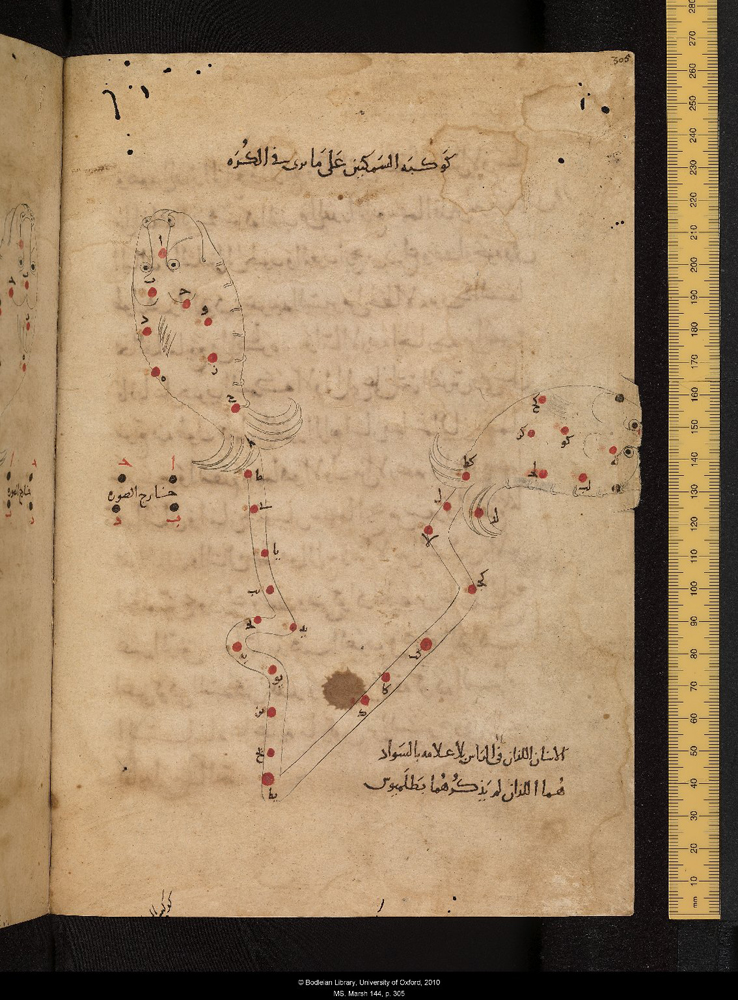
كوكب الحوت
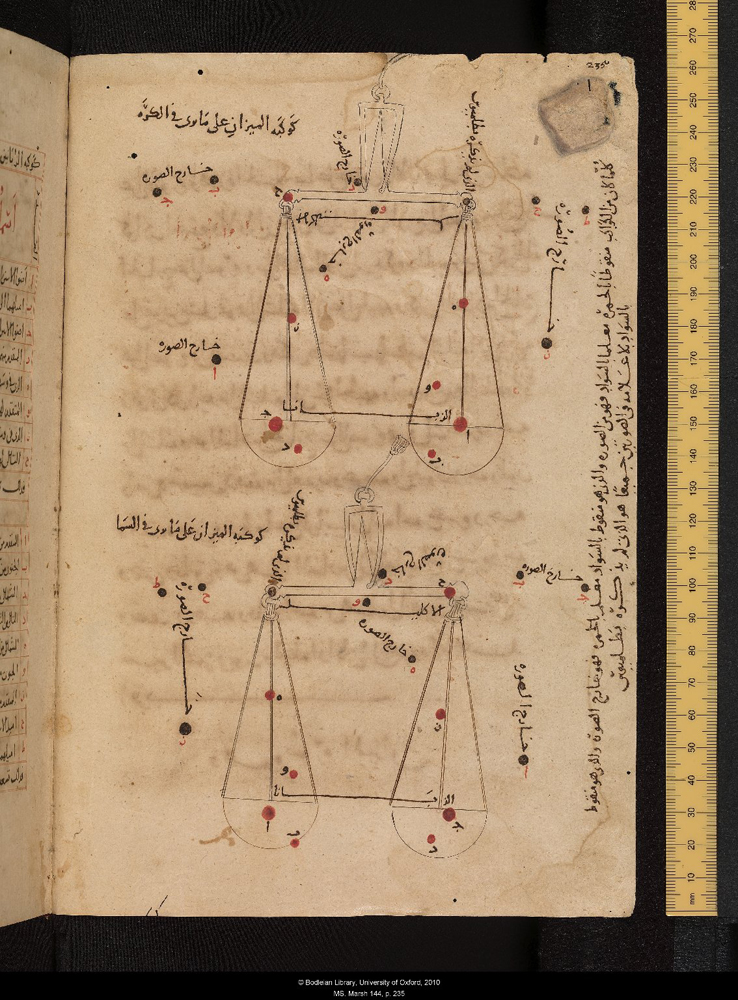
كوكب الميزان
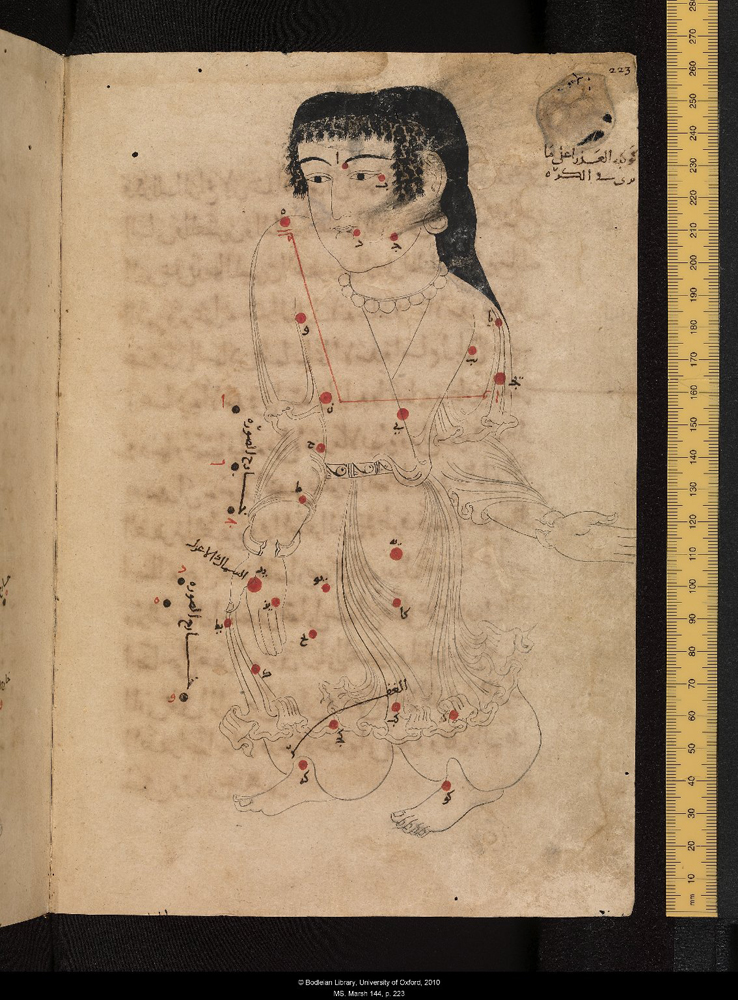
كوكب العذراء
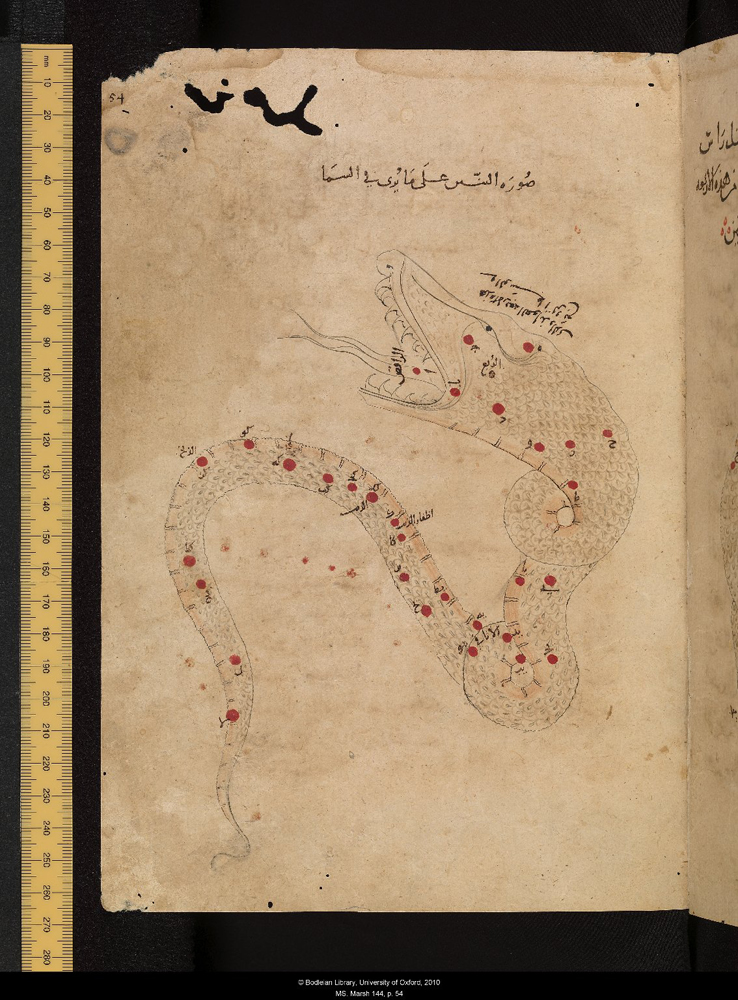
كوكب الشجاع
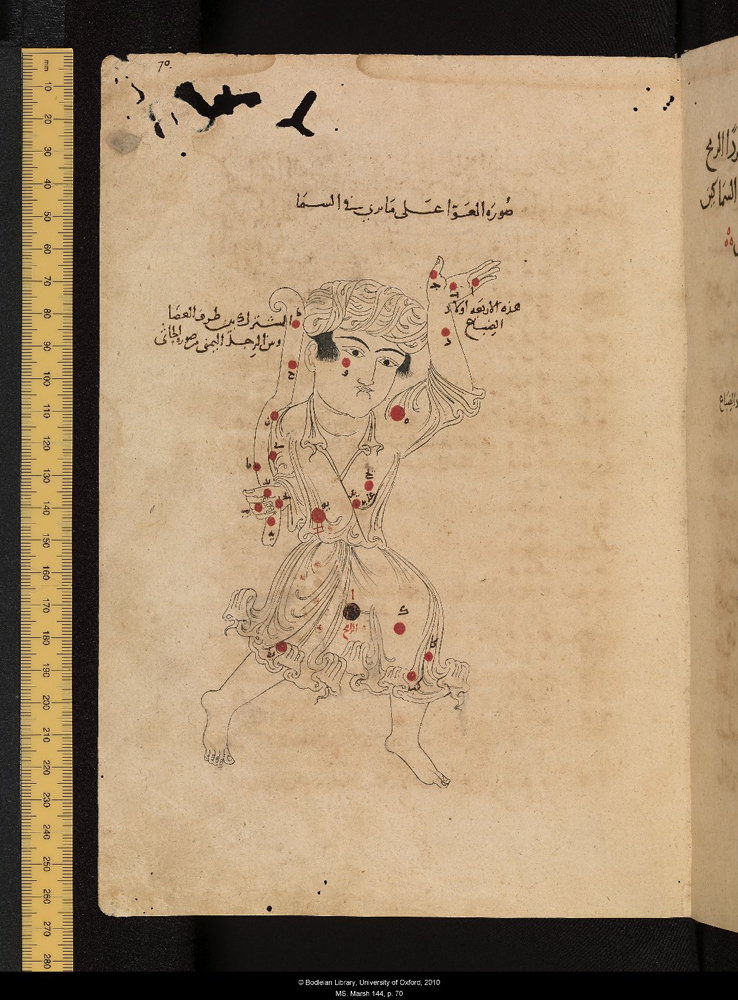
كوكب العواء
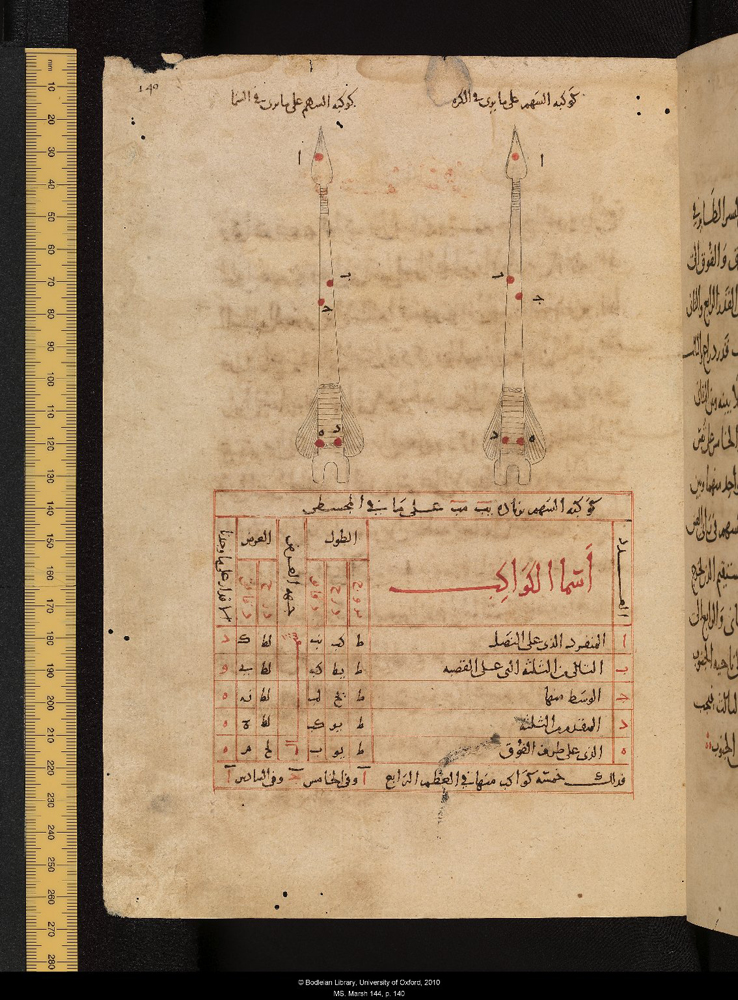
كوكب السهم
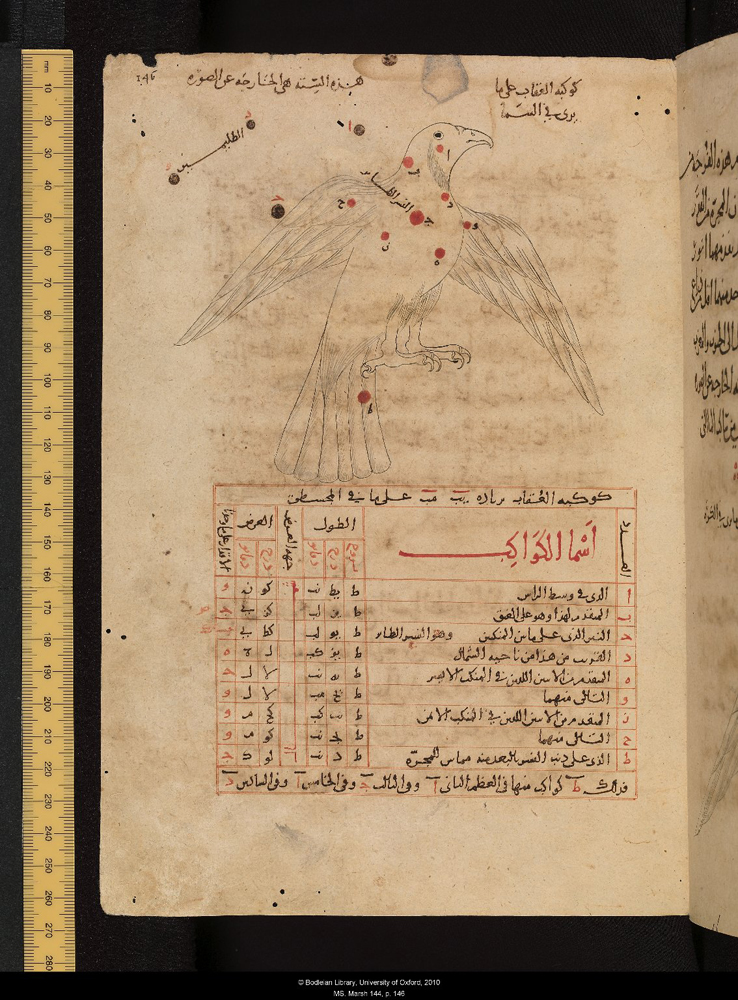
كوكب العقاب
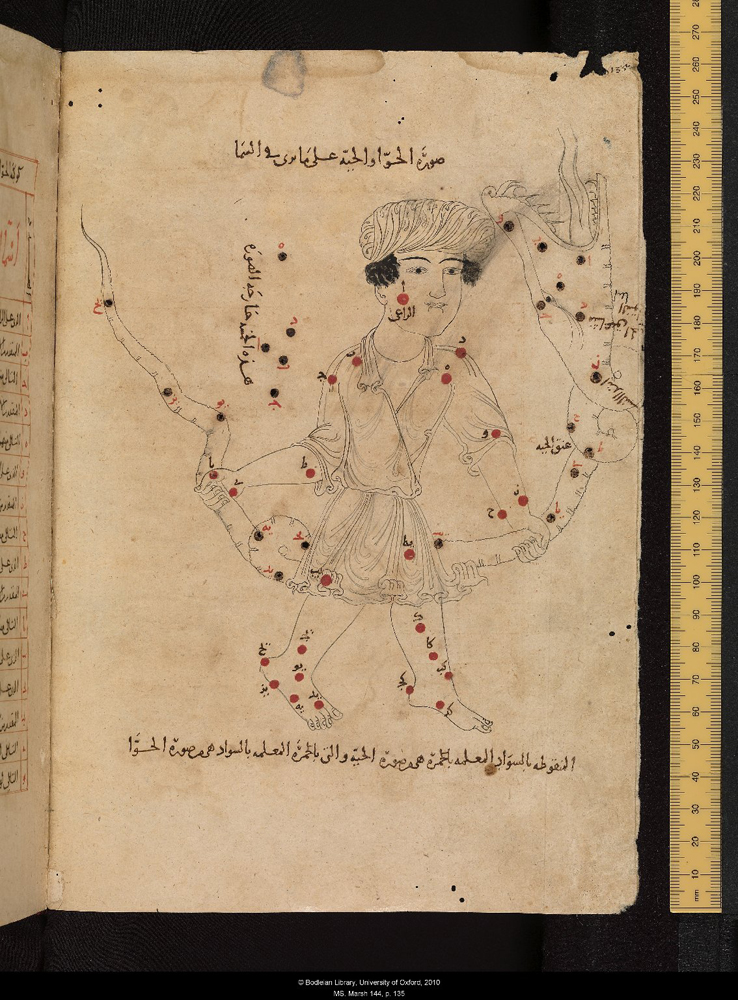
كوكب الحواء
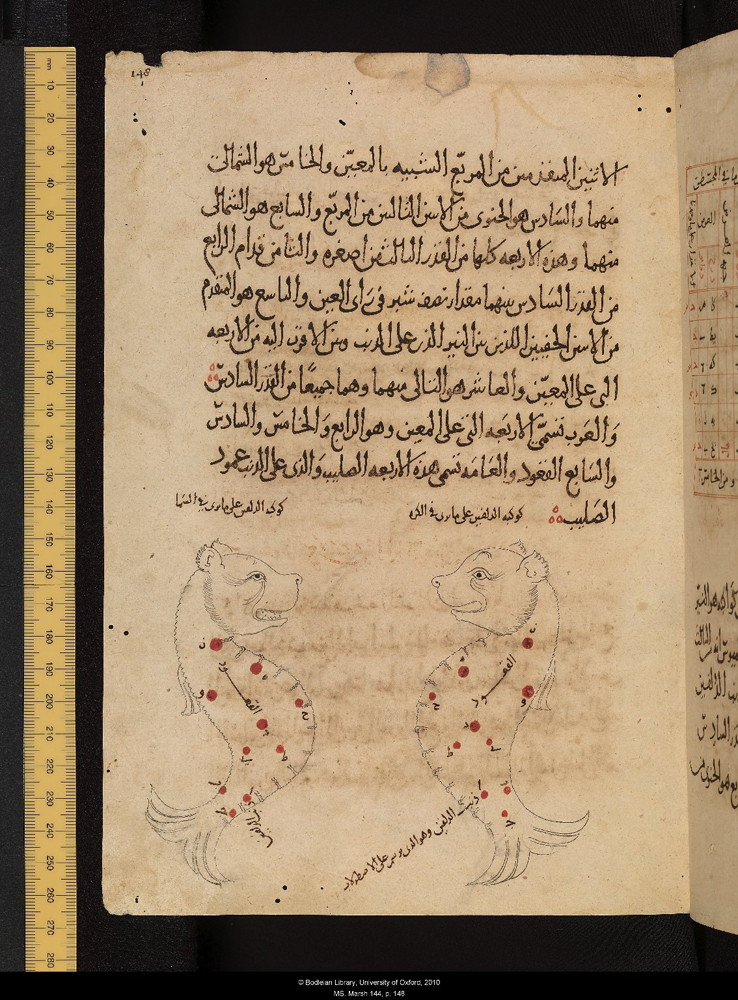
كوكب الدلفين
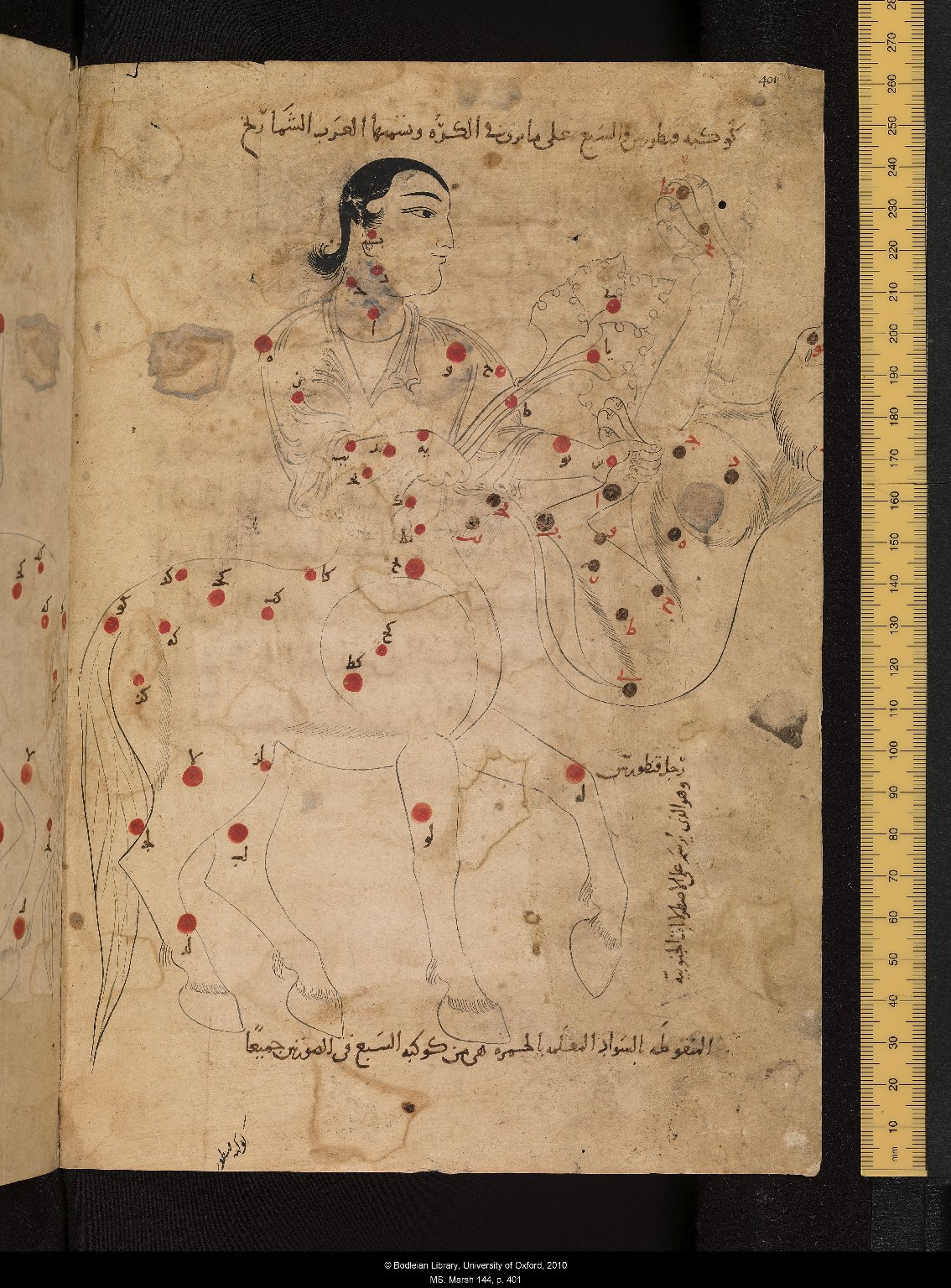
كوكب القنطور
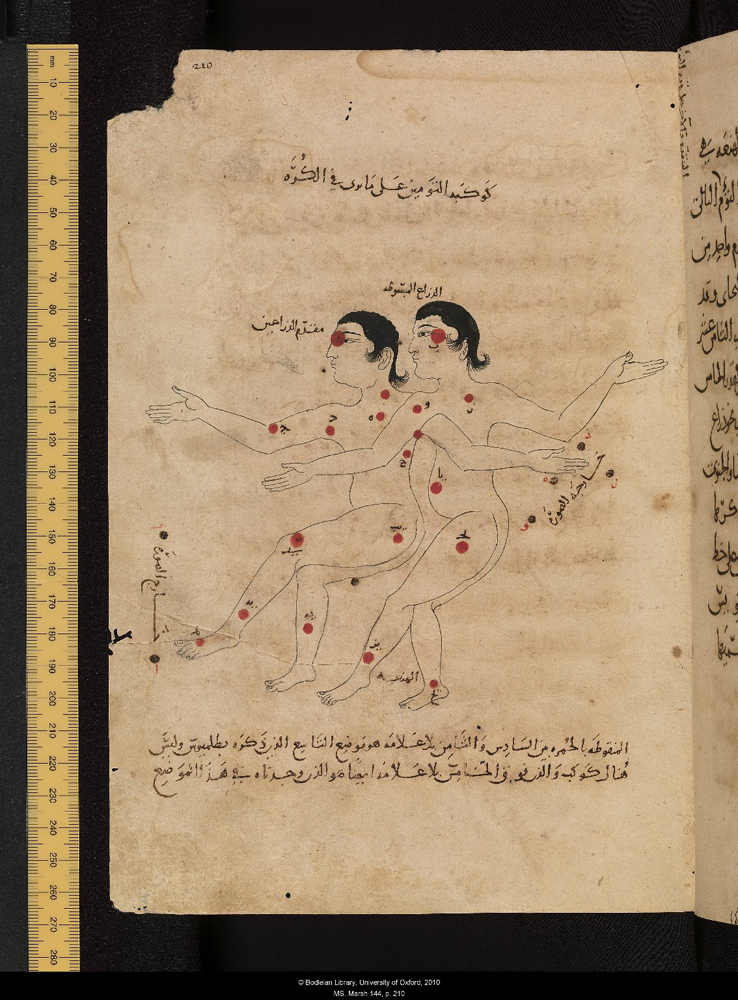
كوكب الجوزاء
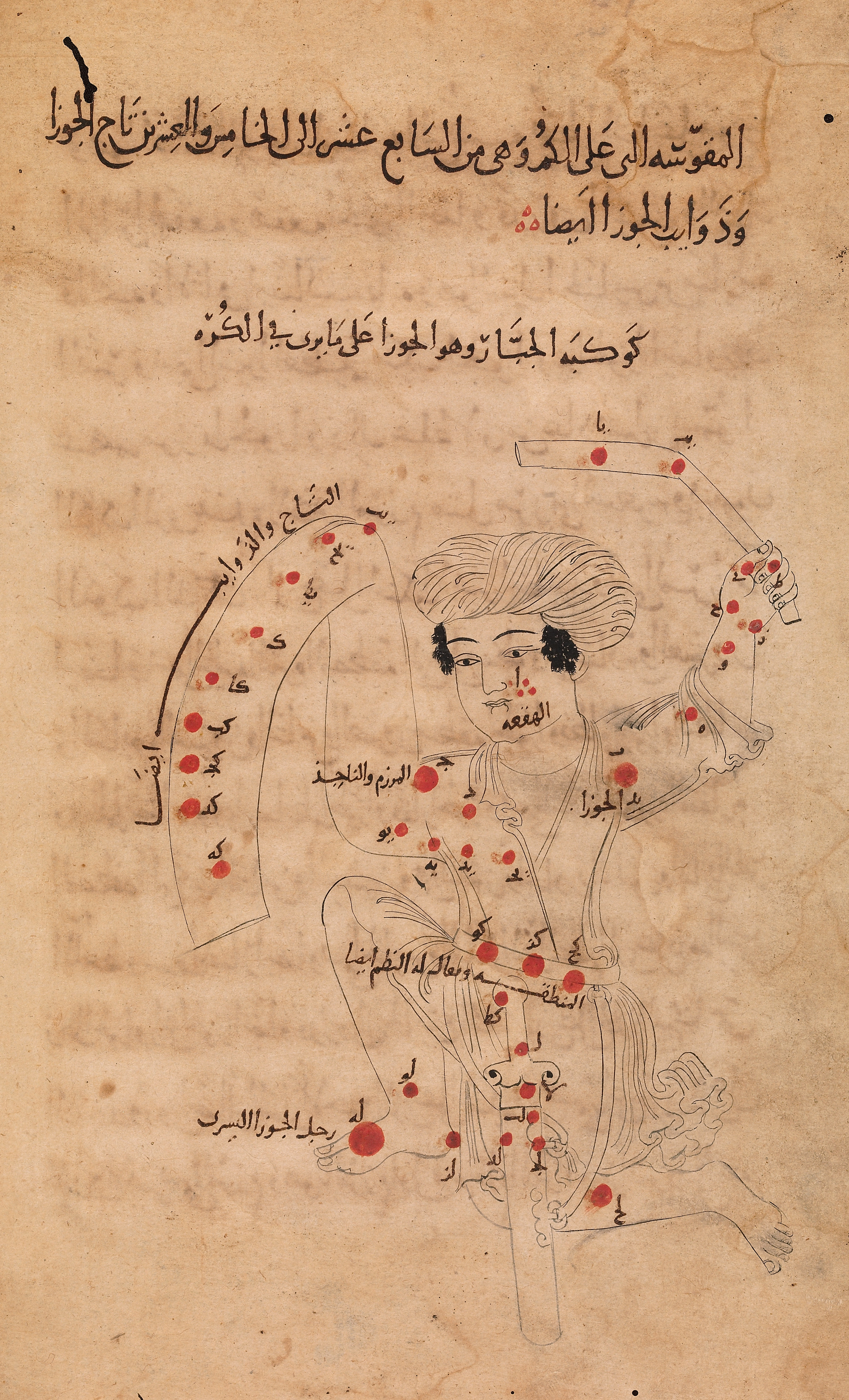
كوكب الجبار
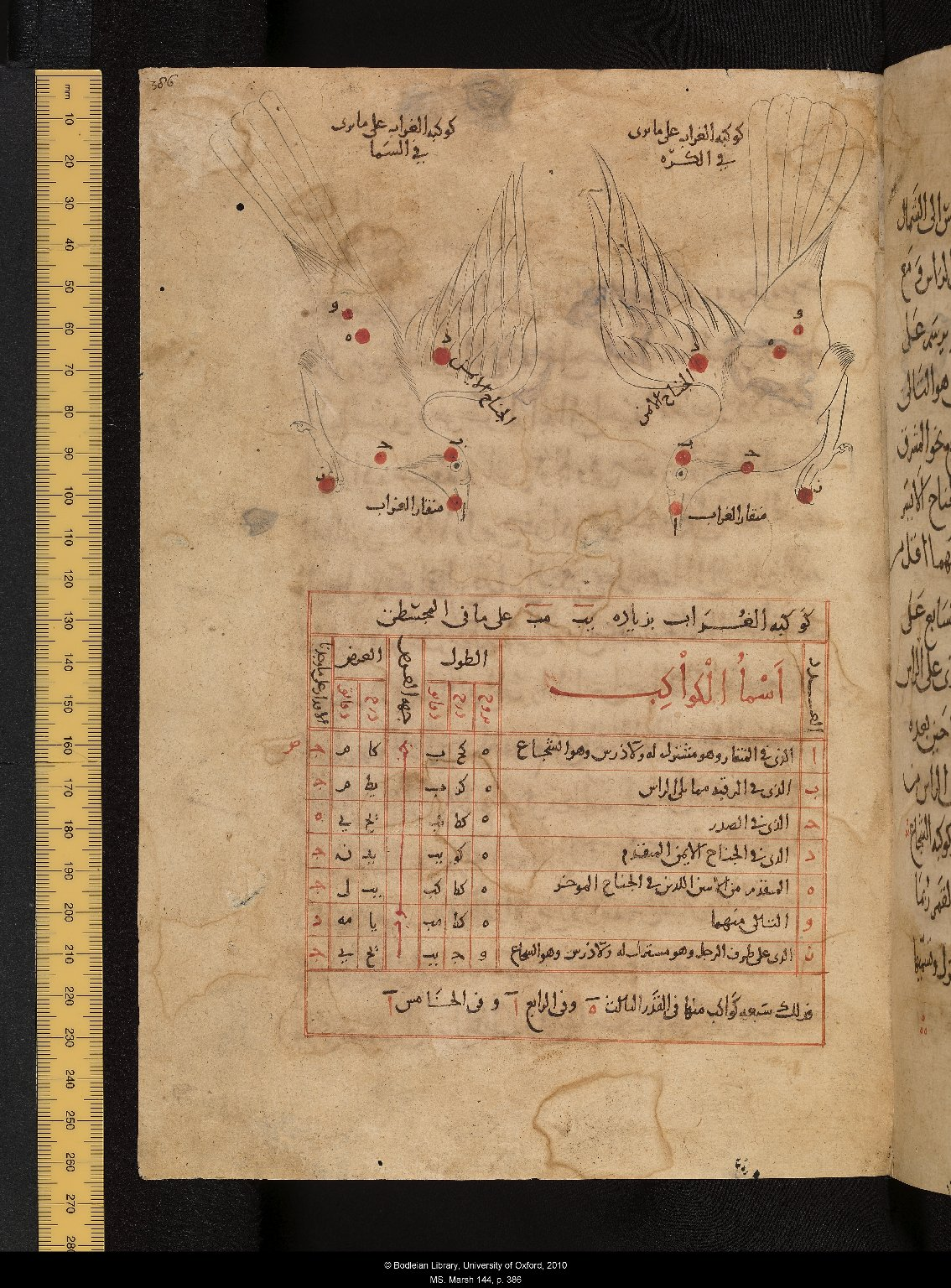
كوكب الغراب
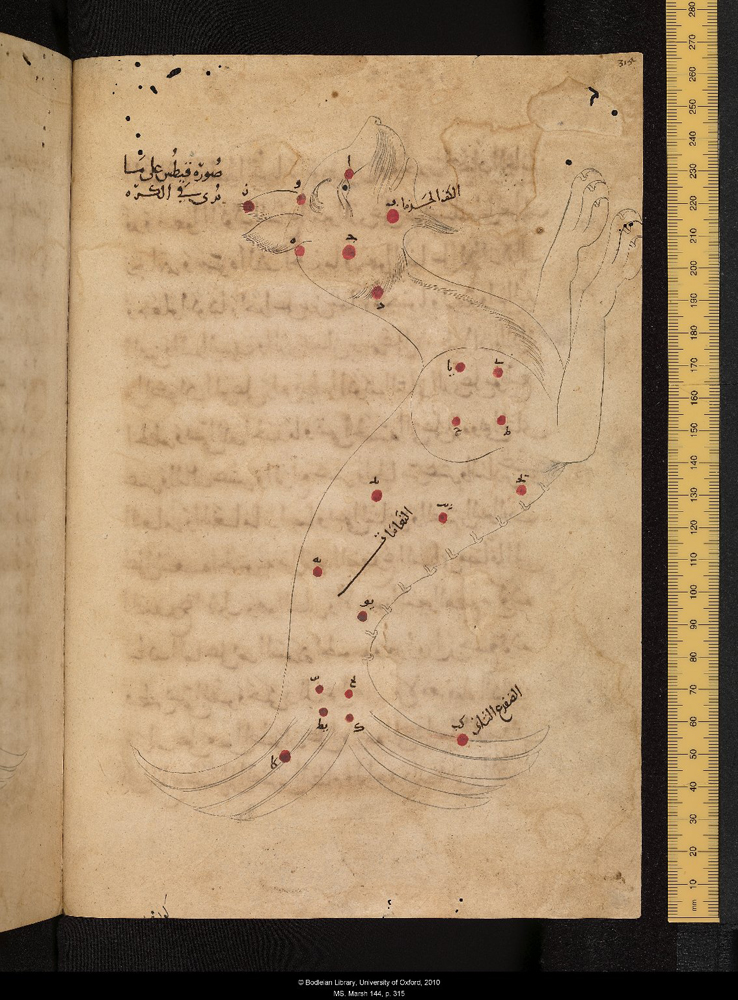
كوكب القيطيس
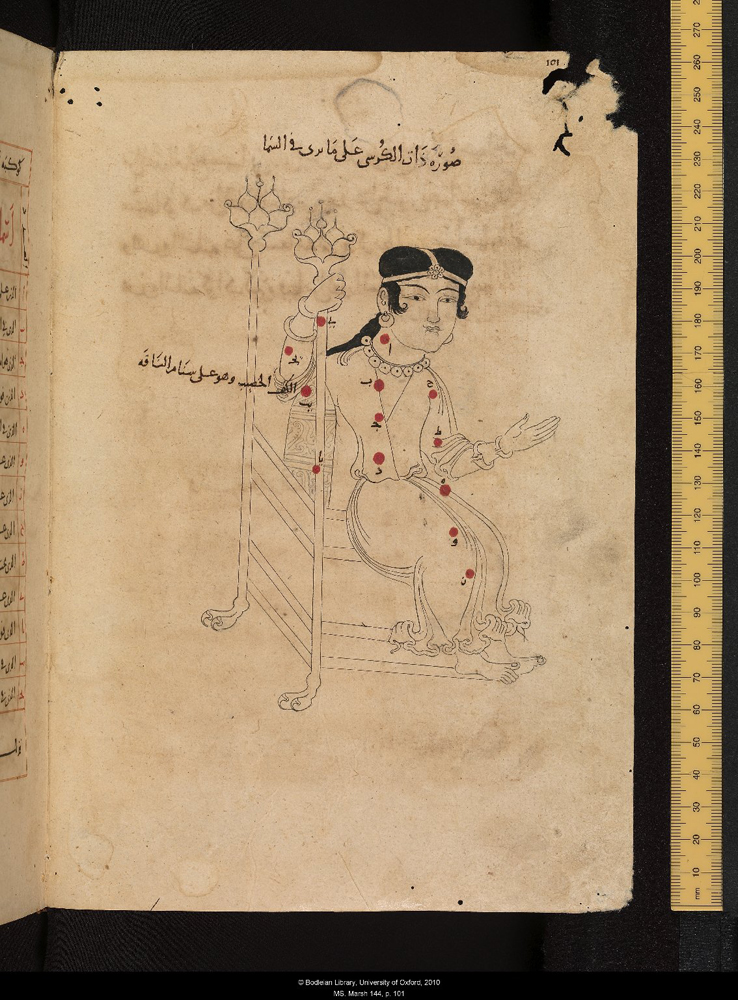
كوكب ذات الكرسي
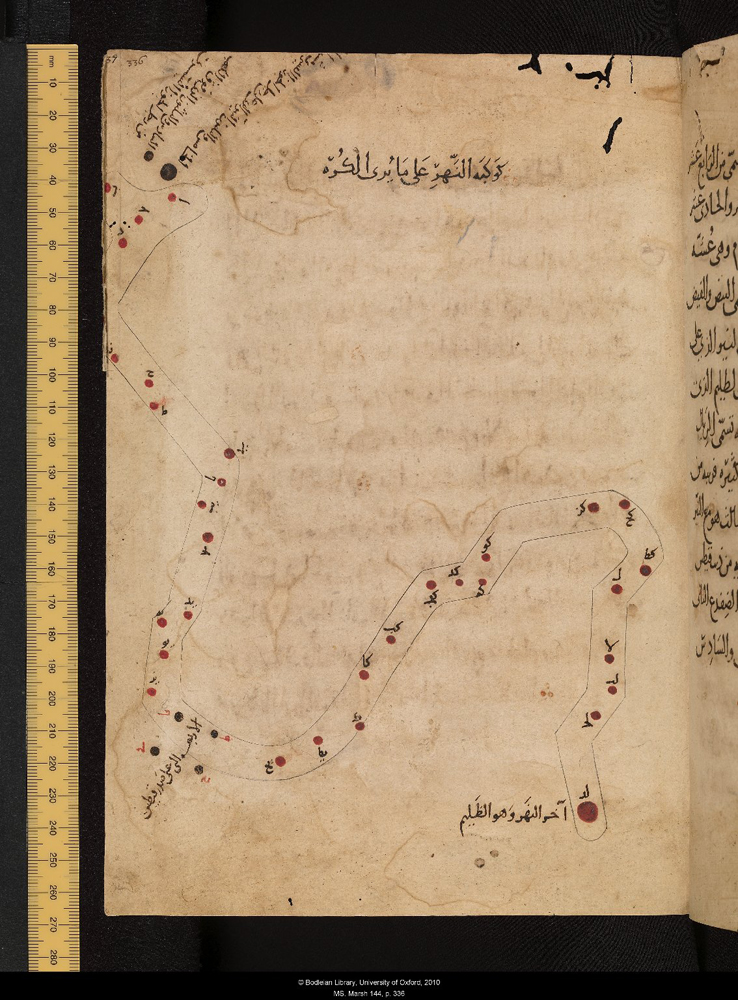
كوكب النهر
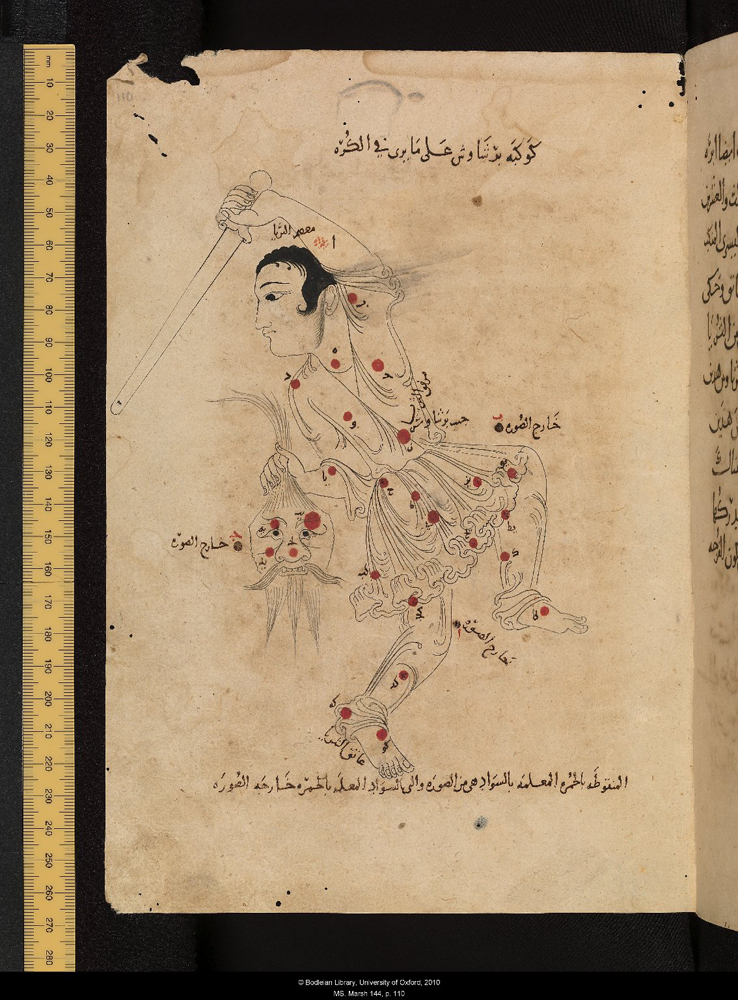
كوكب حامل رأس الغول
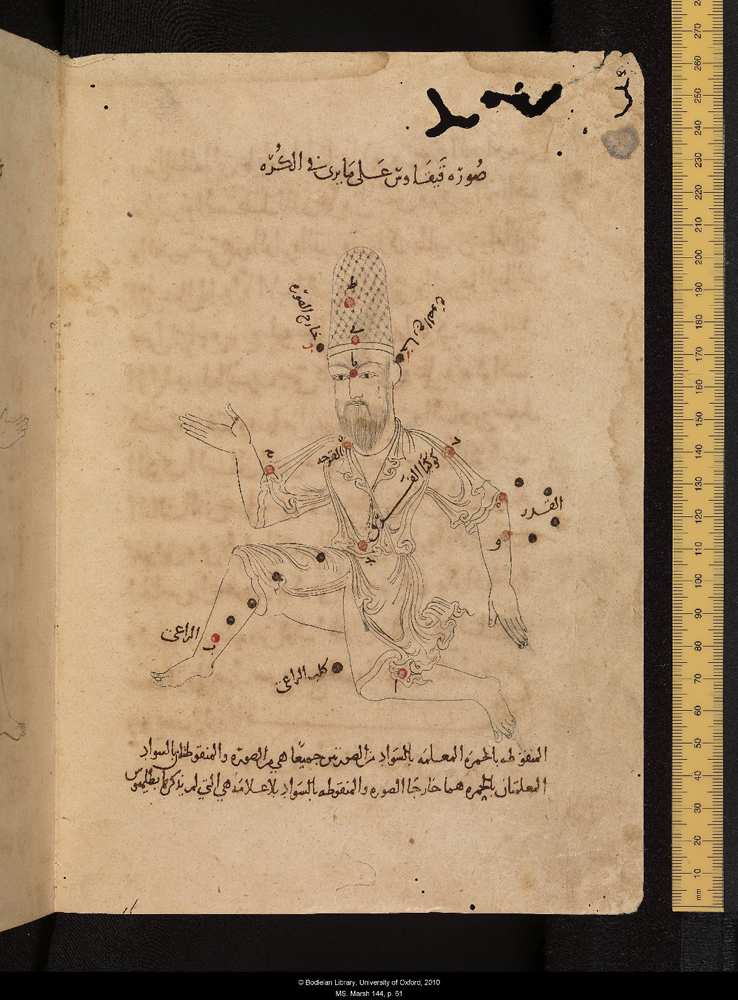
كوكب الملتهب
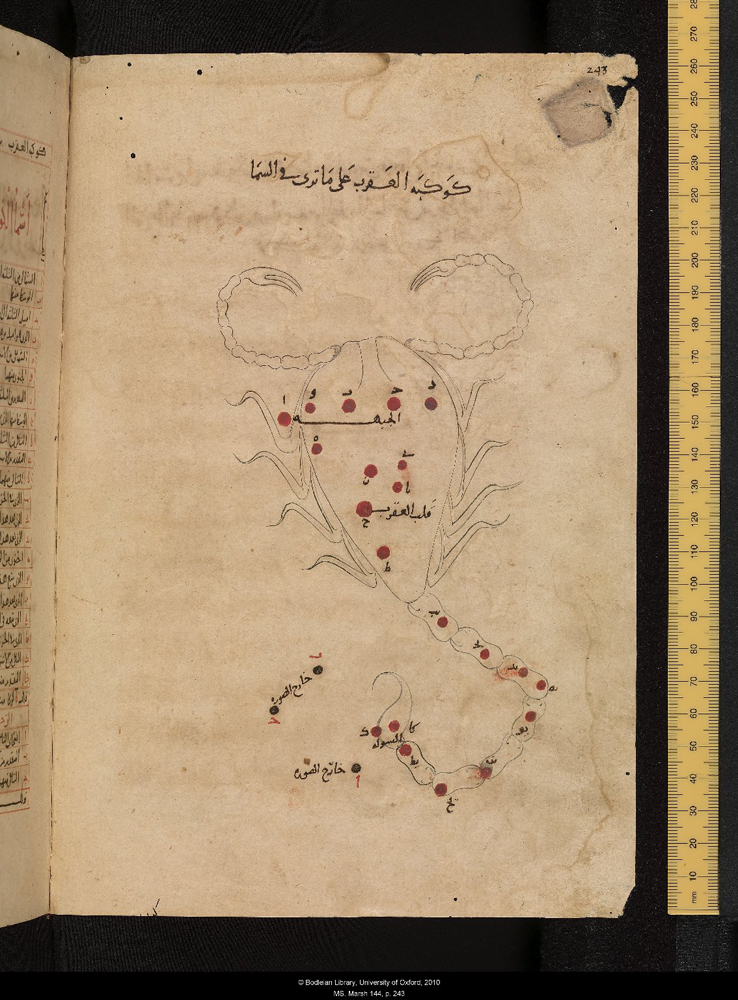
كوكب العقرب
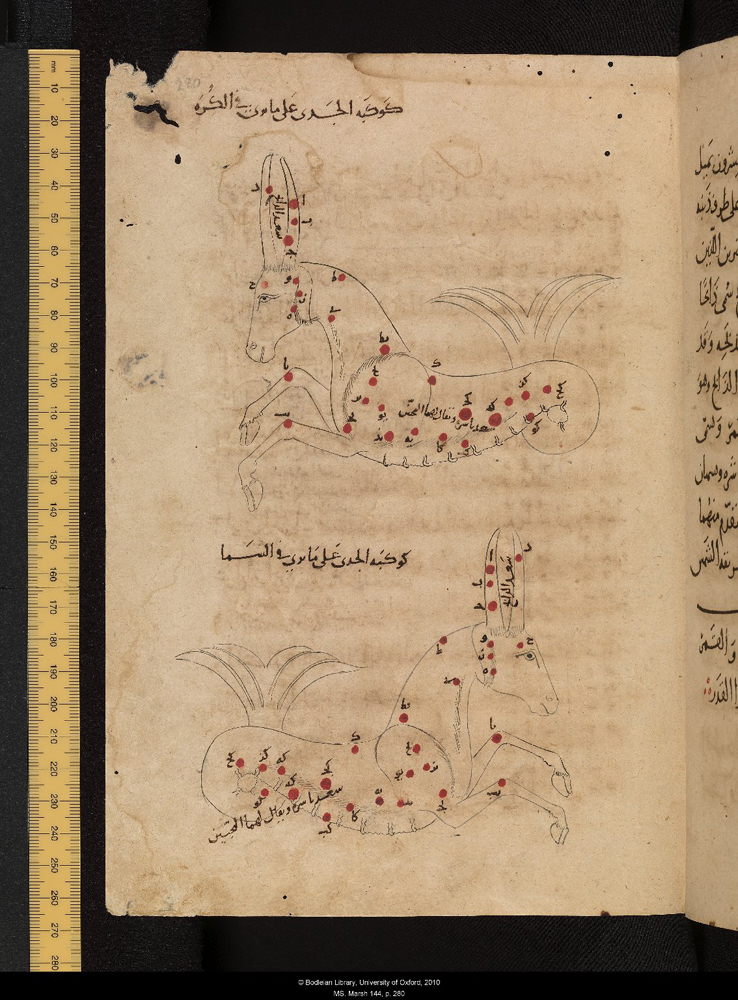
كوكب الجدي
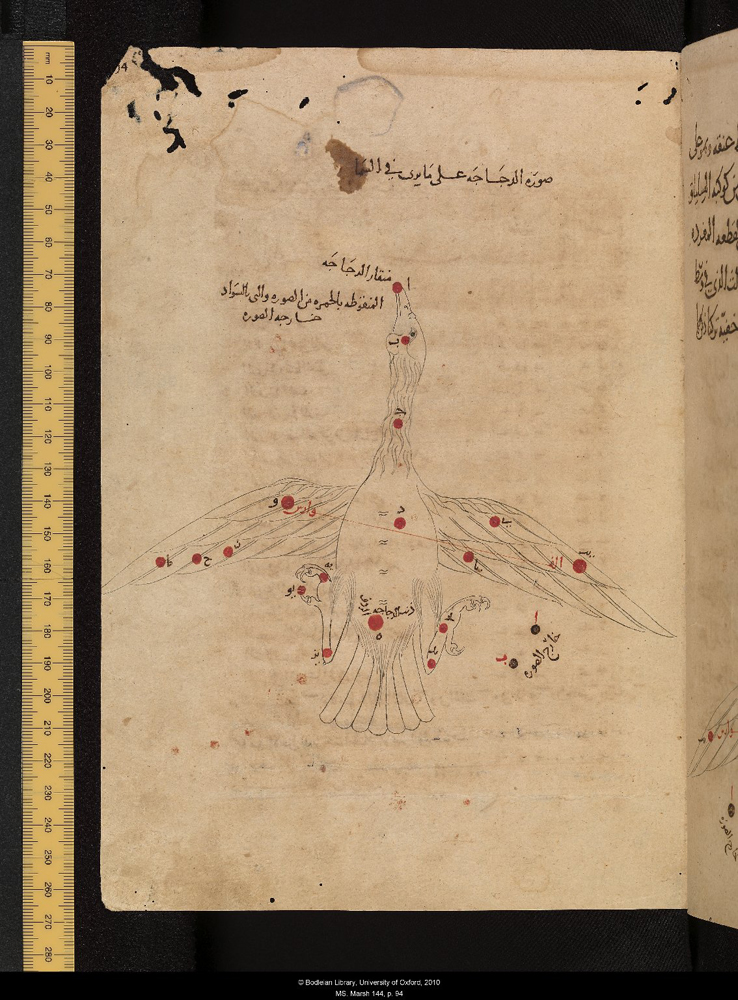
كوكب الدجاجة
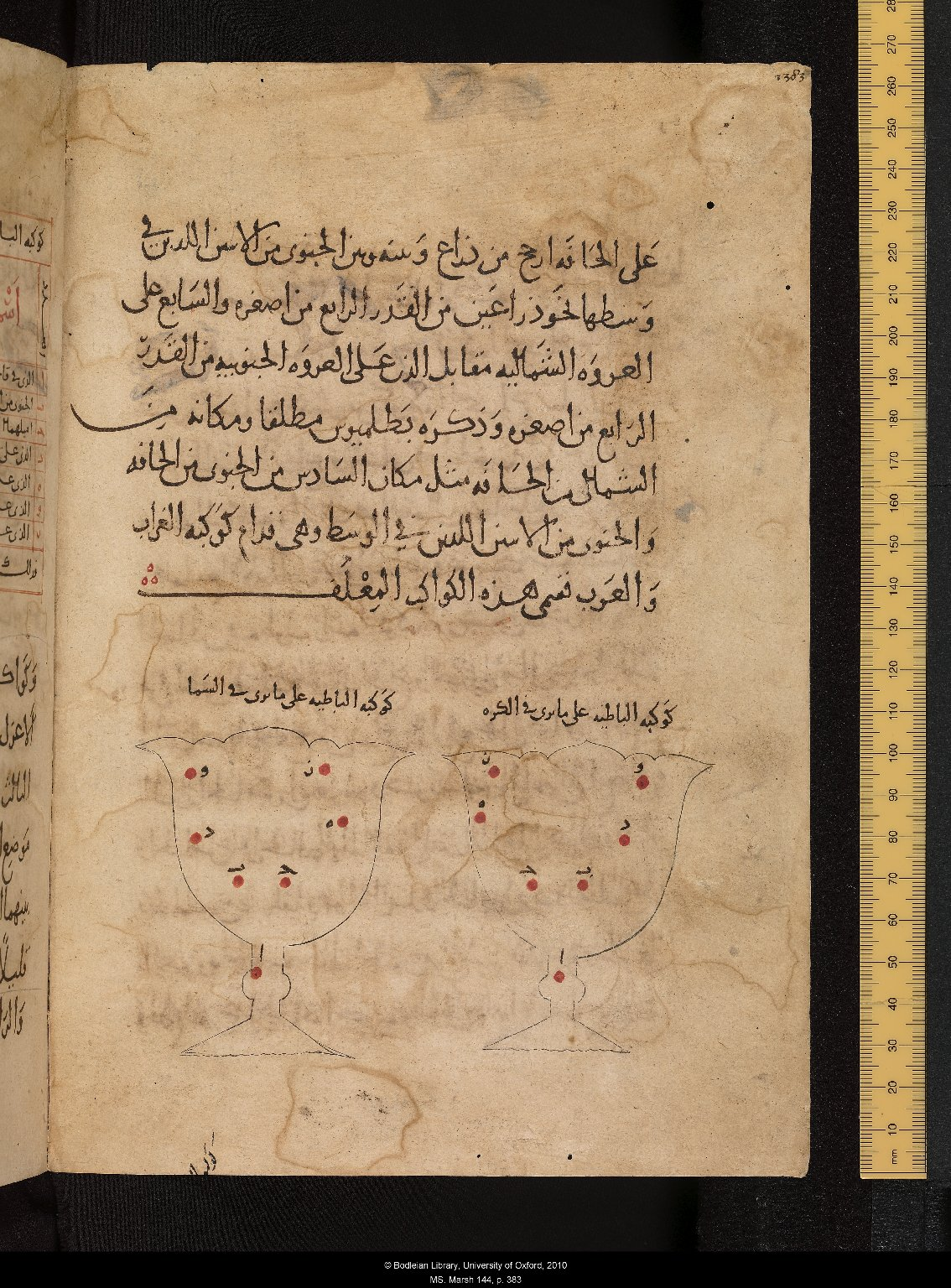
كوكب الباطية
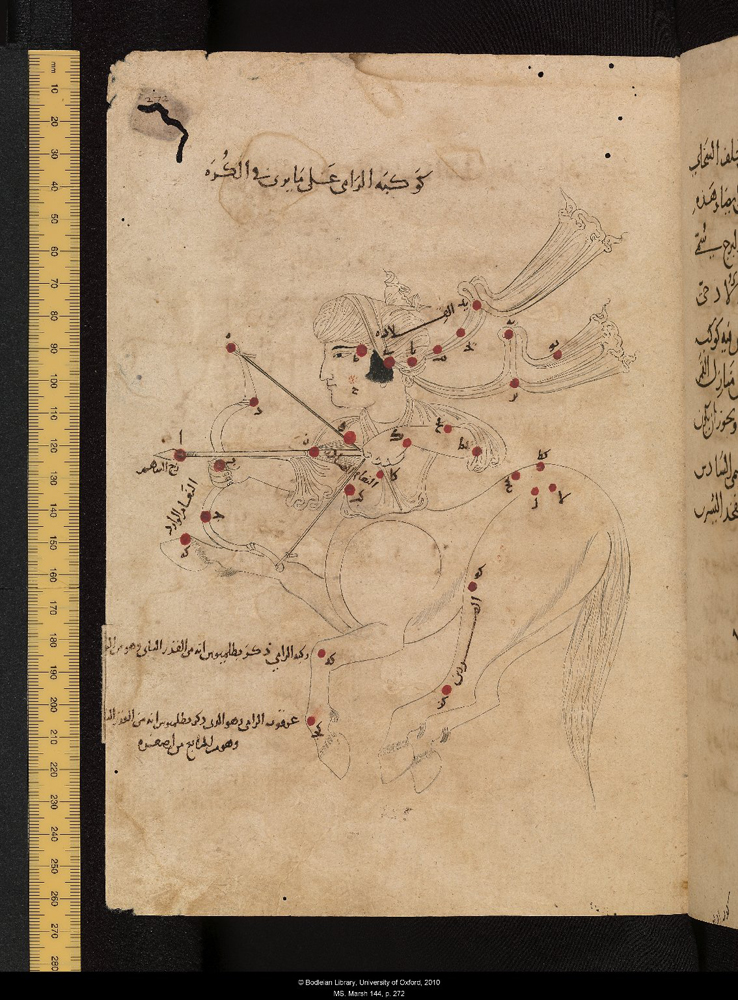
كوكب الرامي
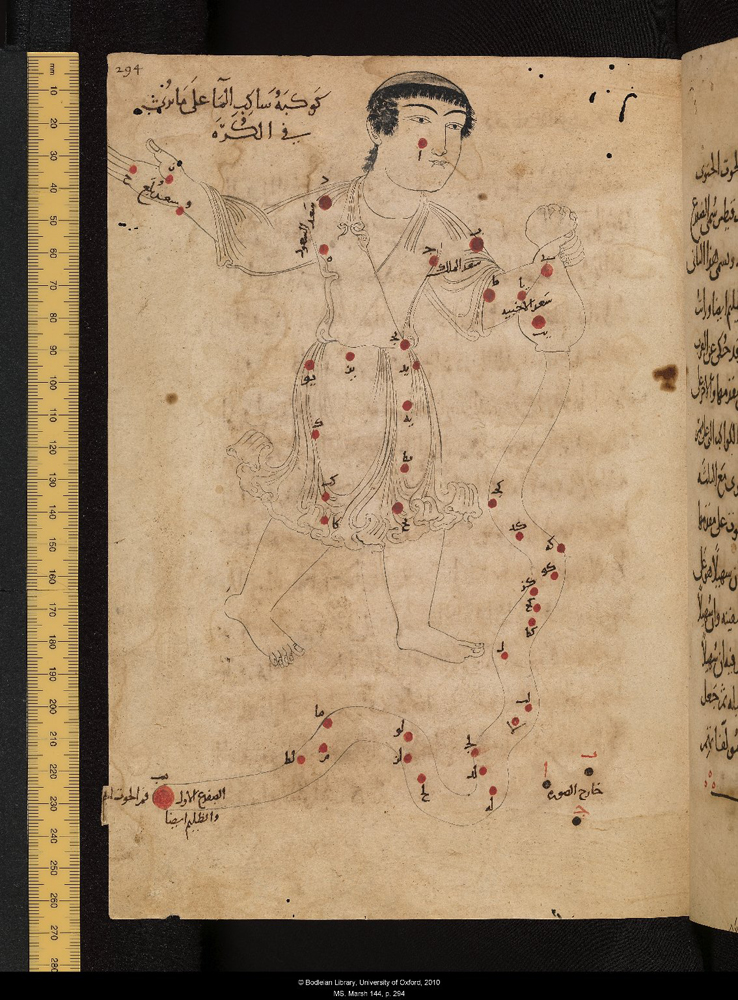
كوكب الدلو
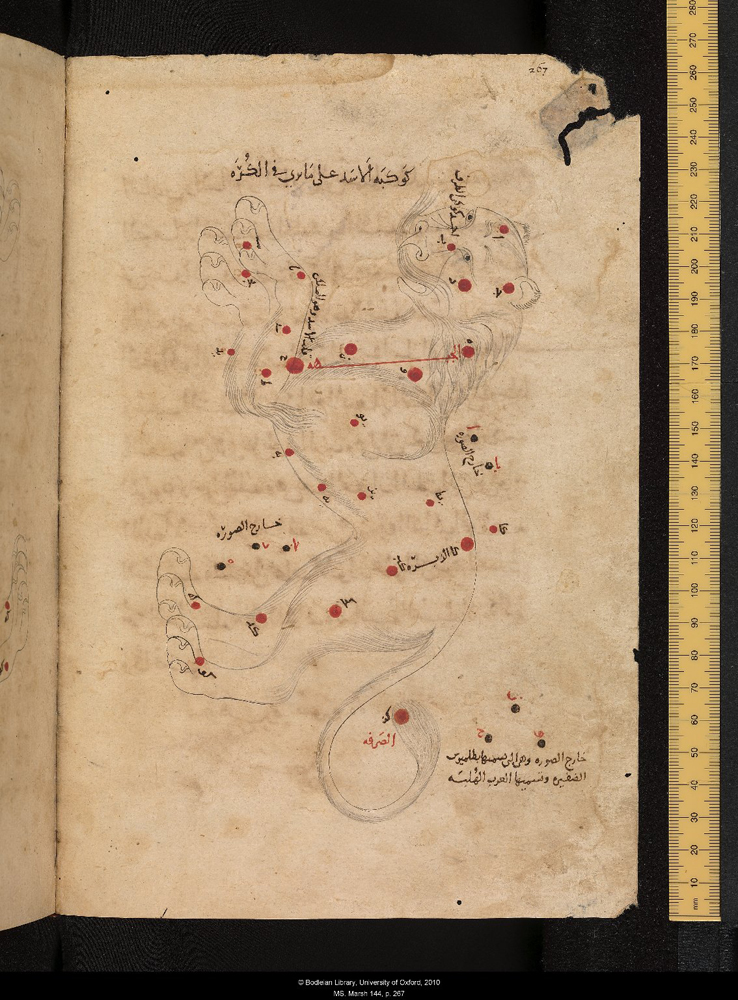
كوكب الأسد
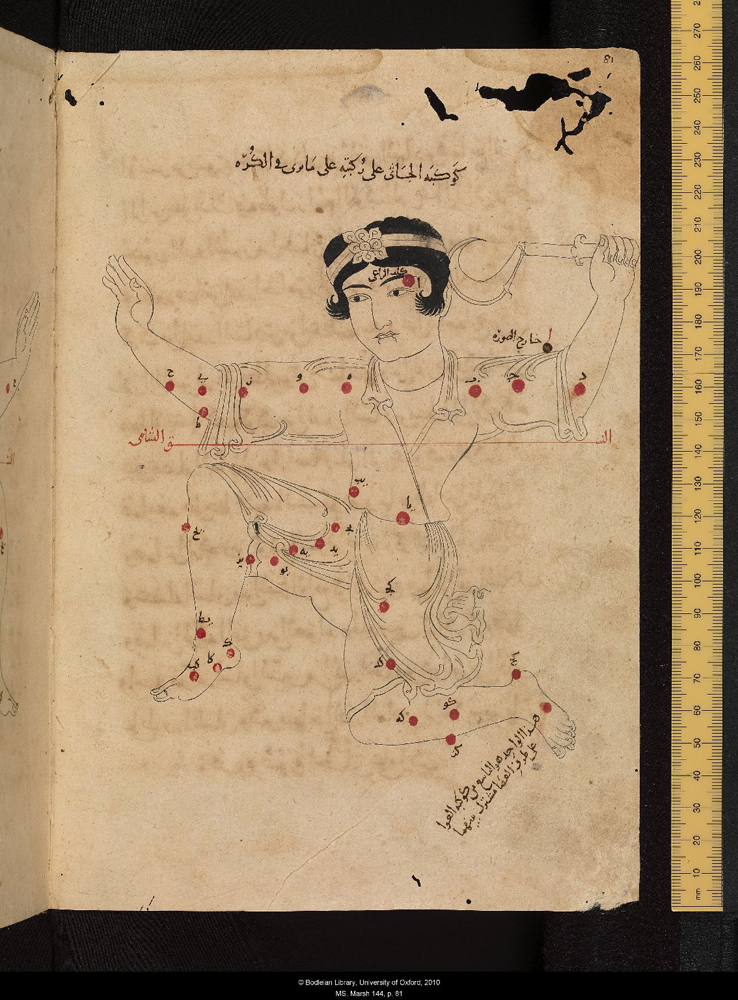
كوكب الجاثي
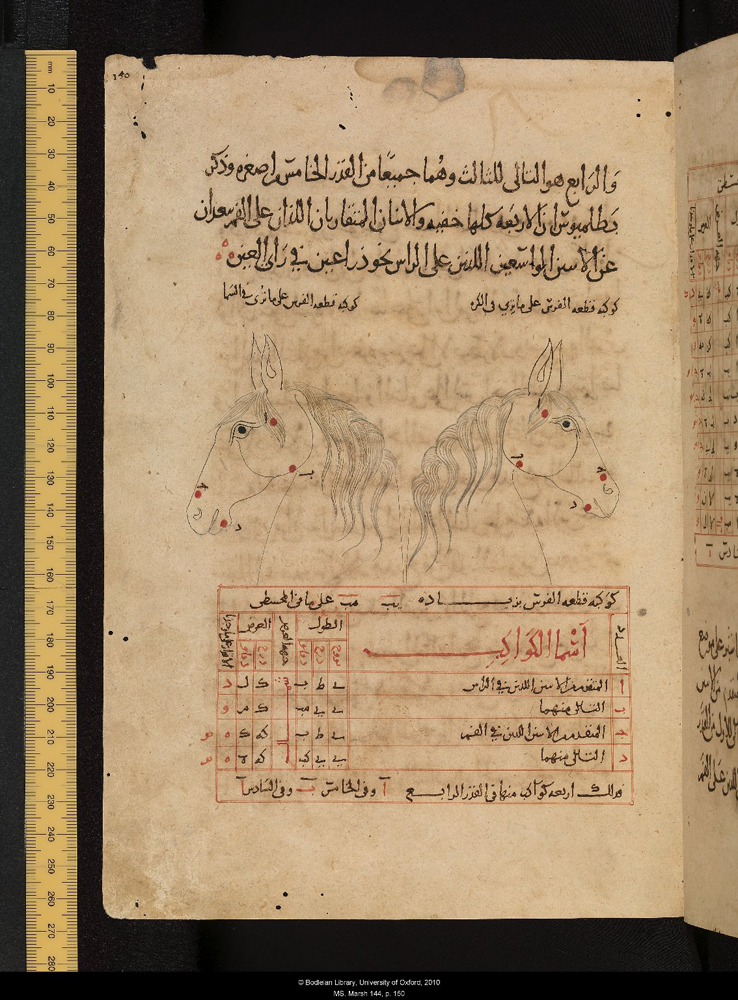
كوكب الفرس الأعظم
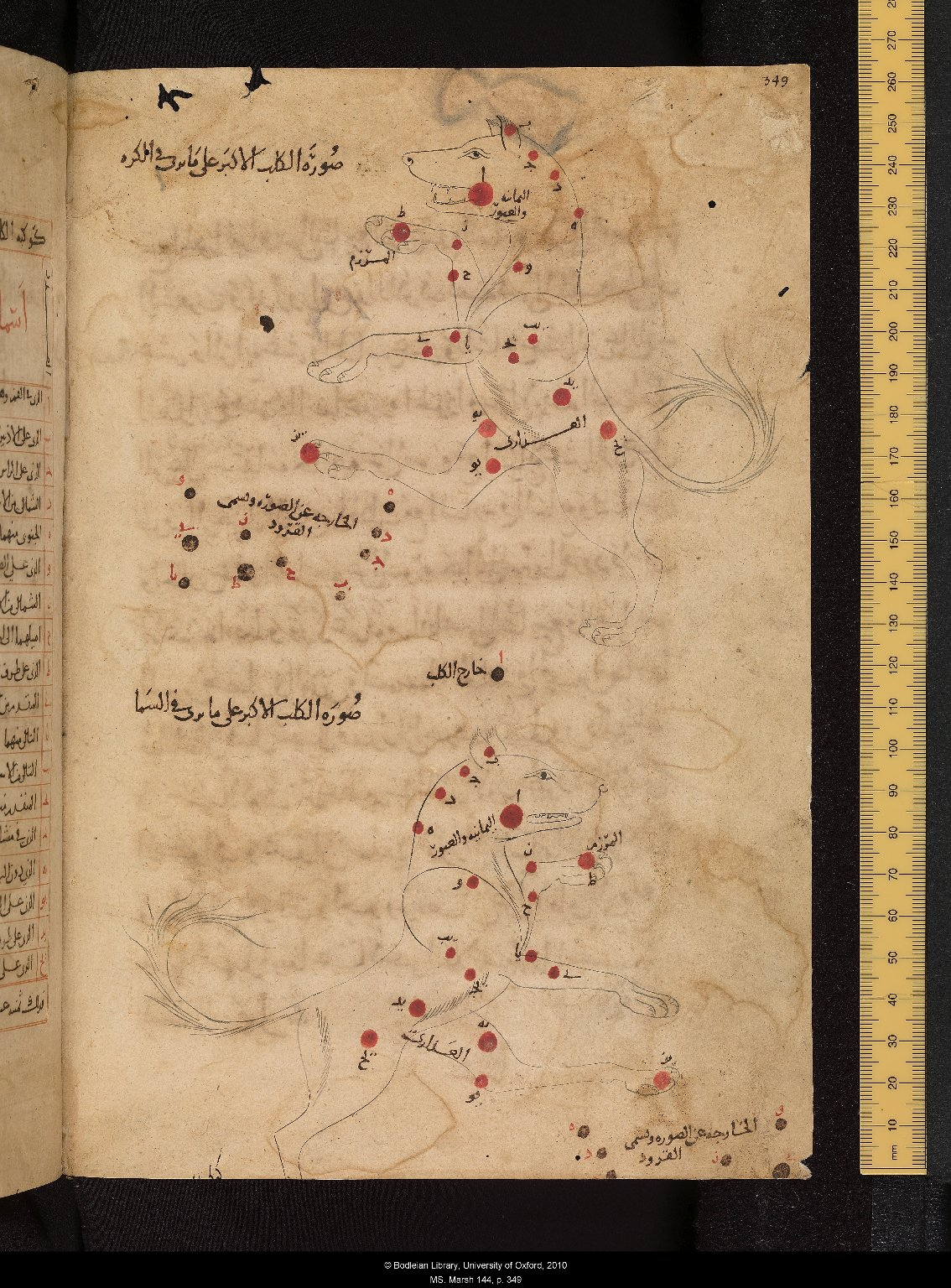
كوكب الكلب الاكبر
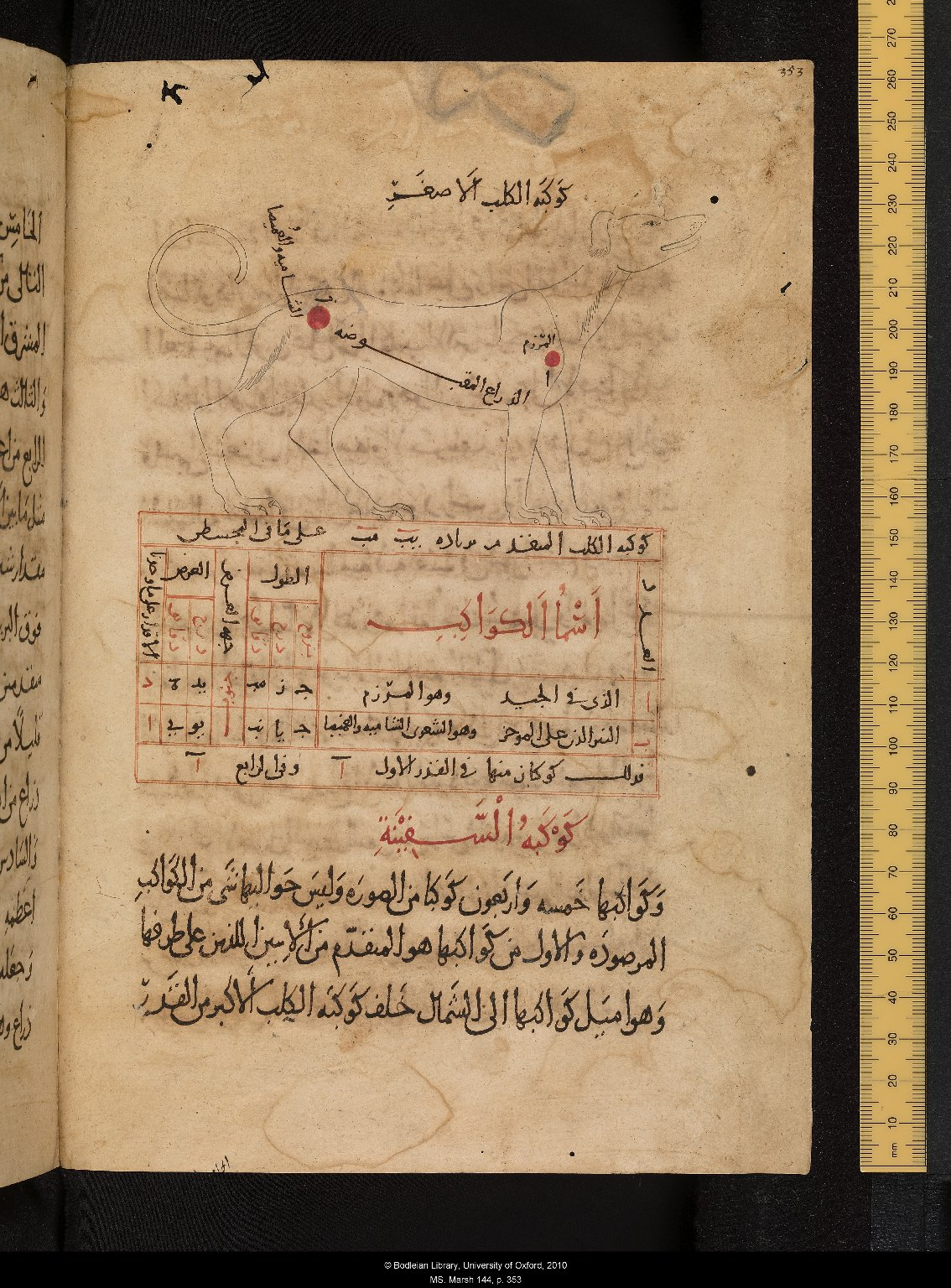
كوكب الكلب الاصغر
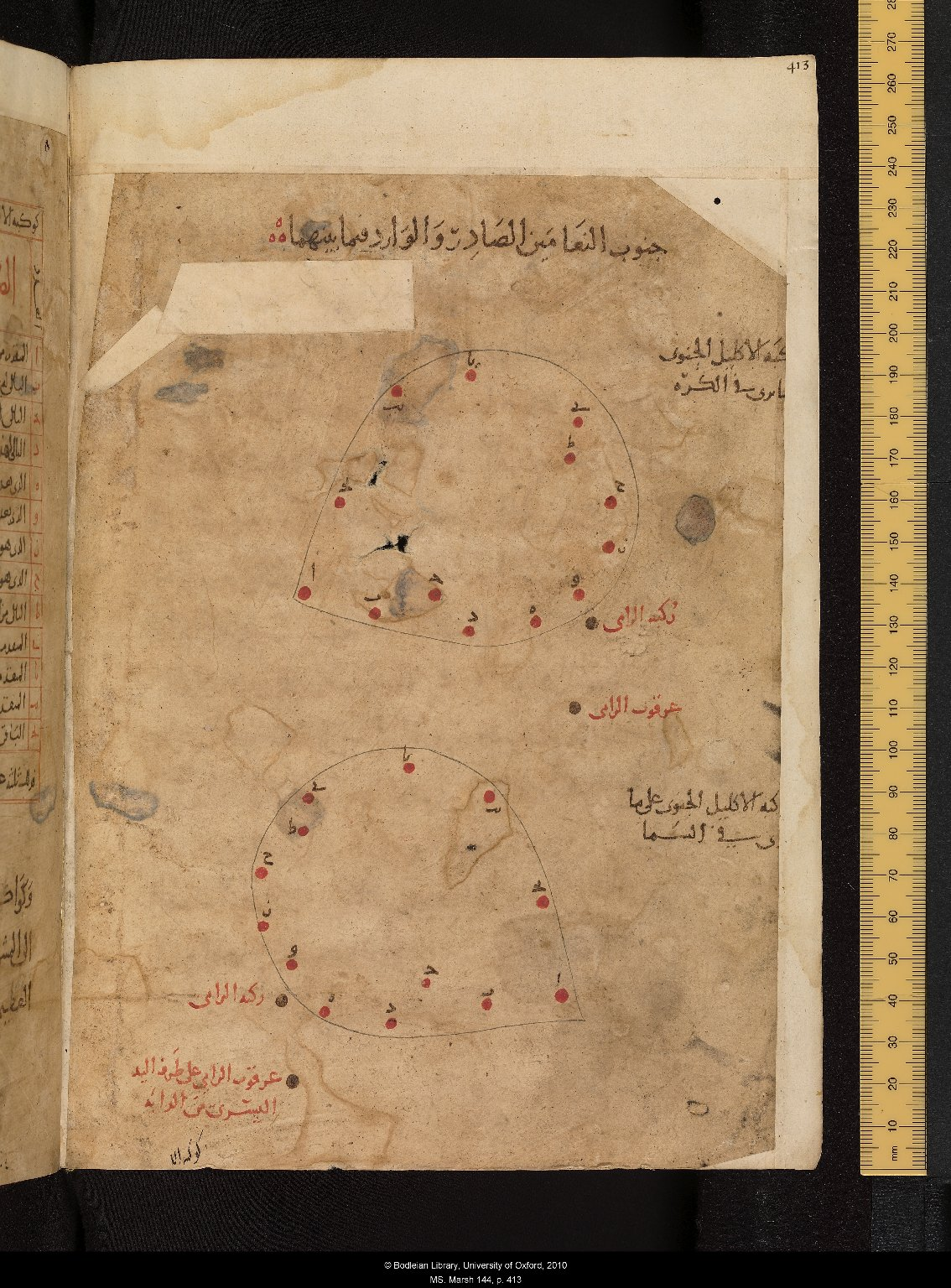
كوكب الاكليل الجنوبي
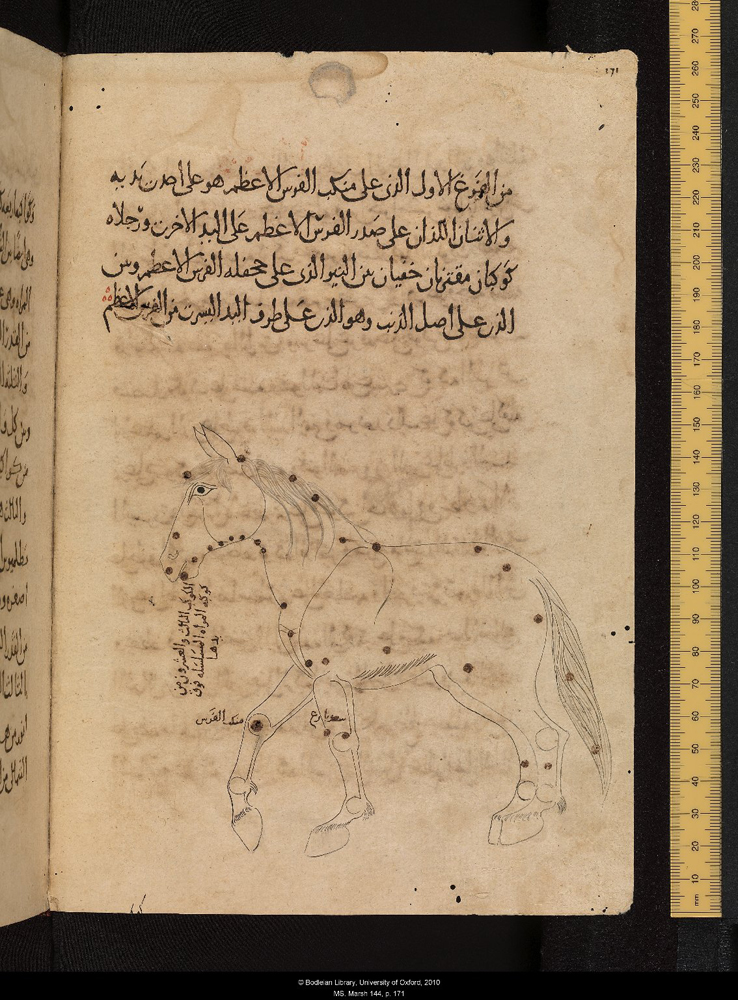
كوكب الفرس
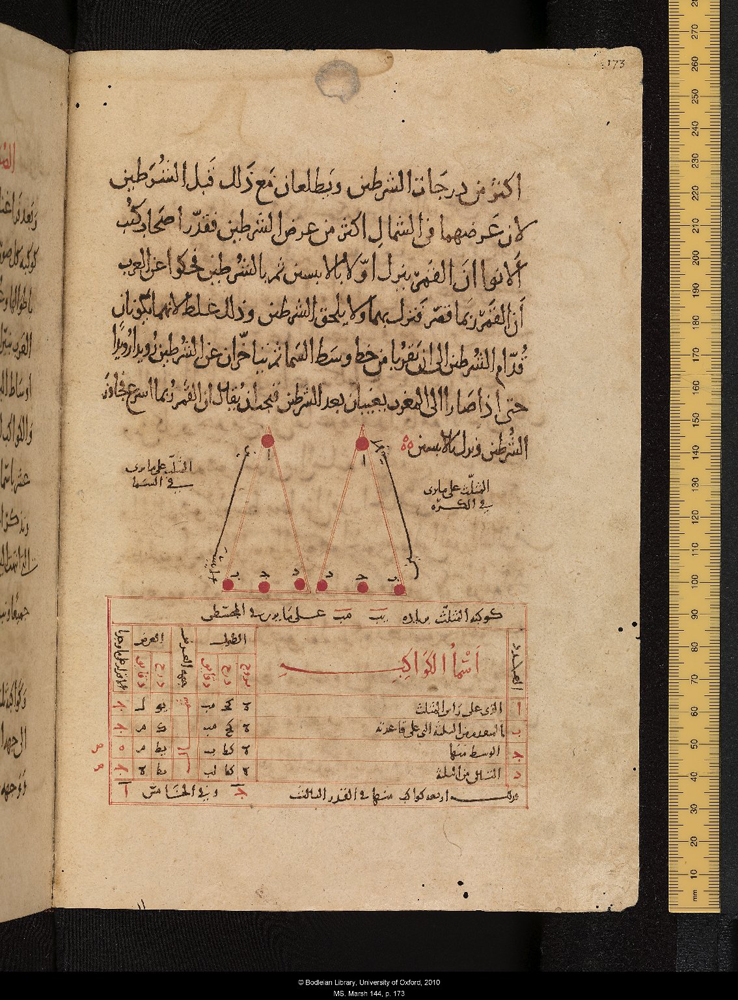
كوكب المثلث
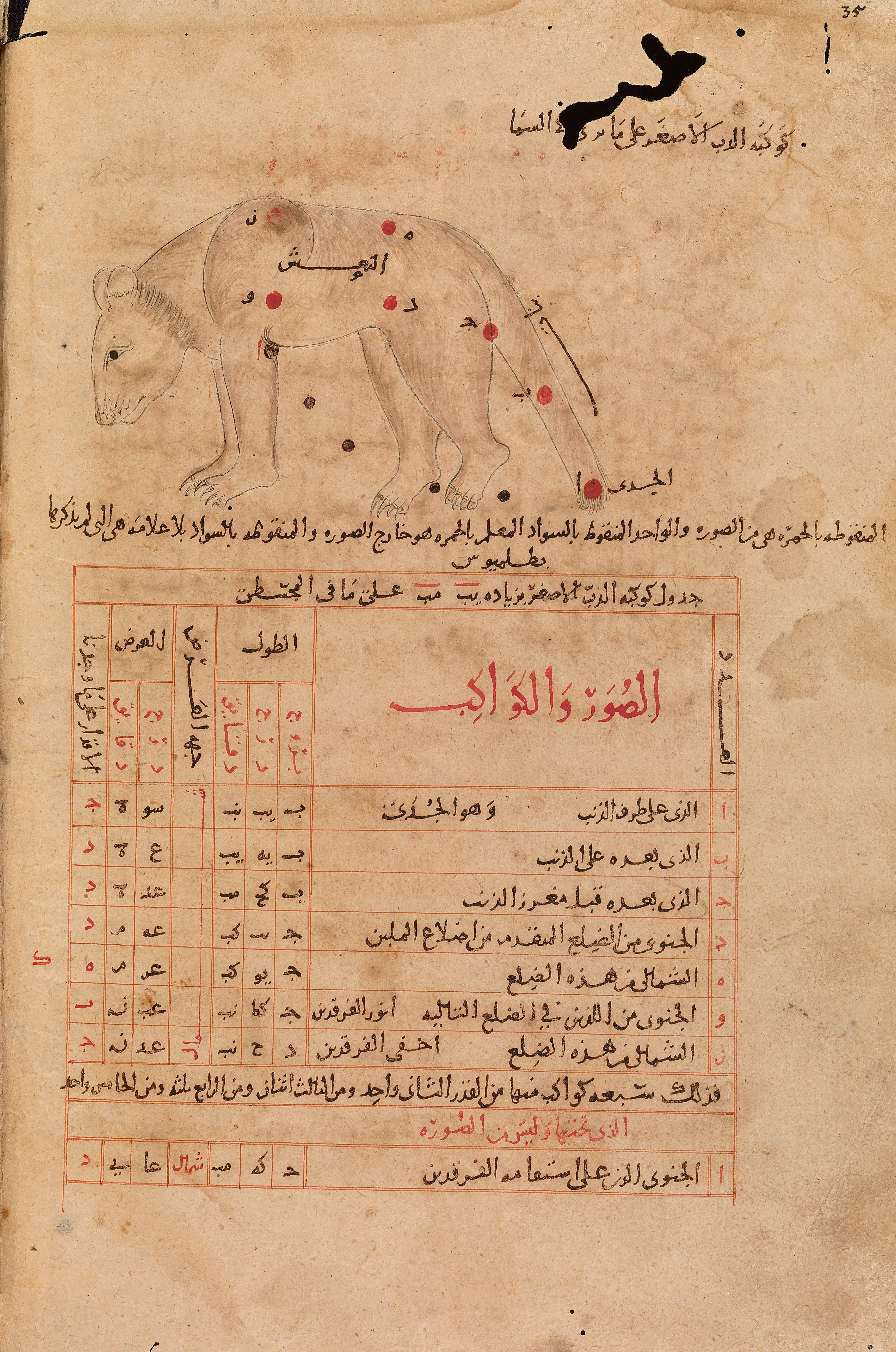
كوكب الدب الاصغر
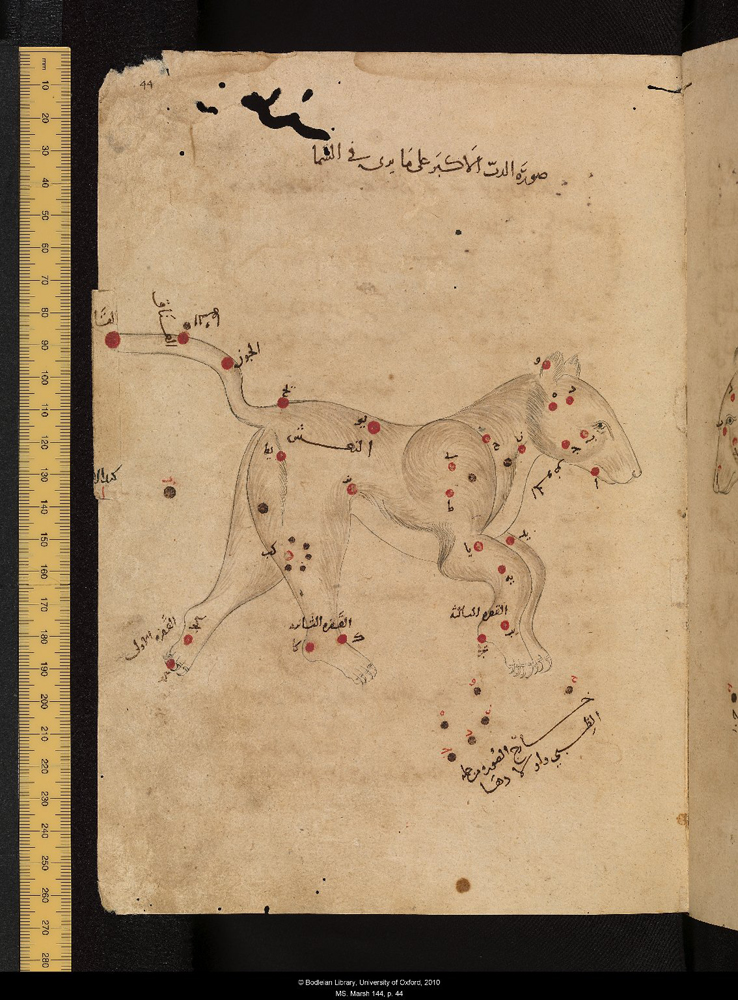
كوكب الدب الاكبر
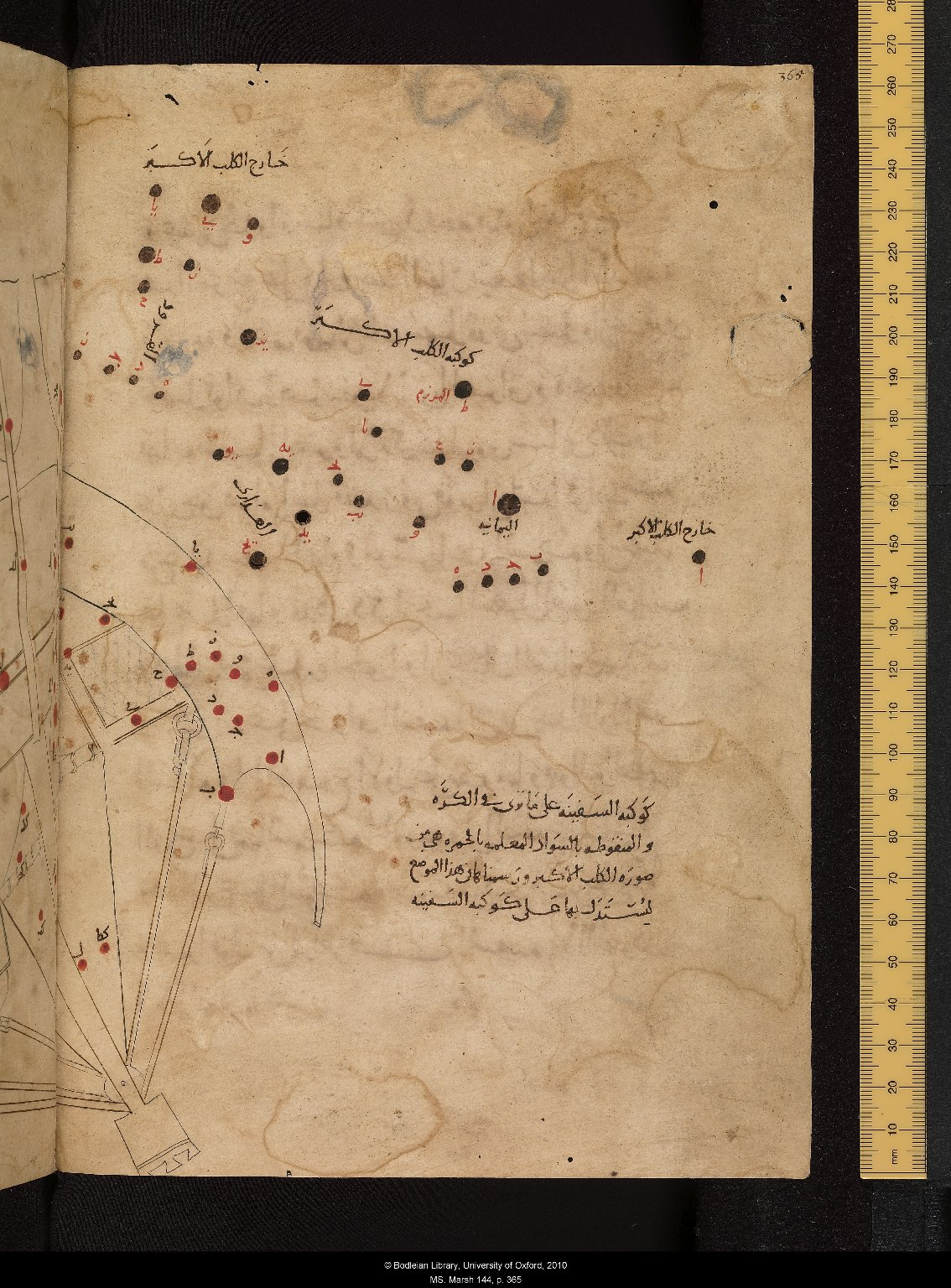
كوكب السفينة 1
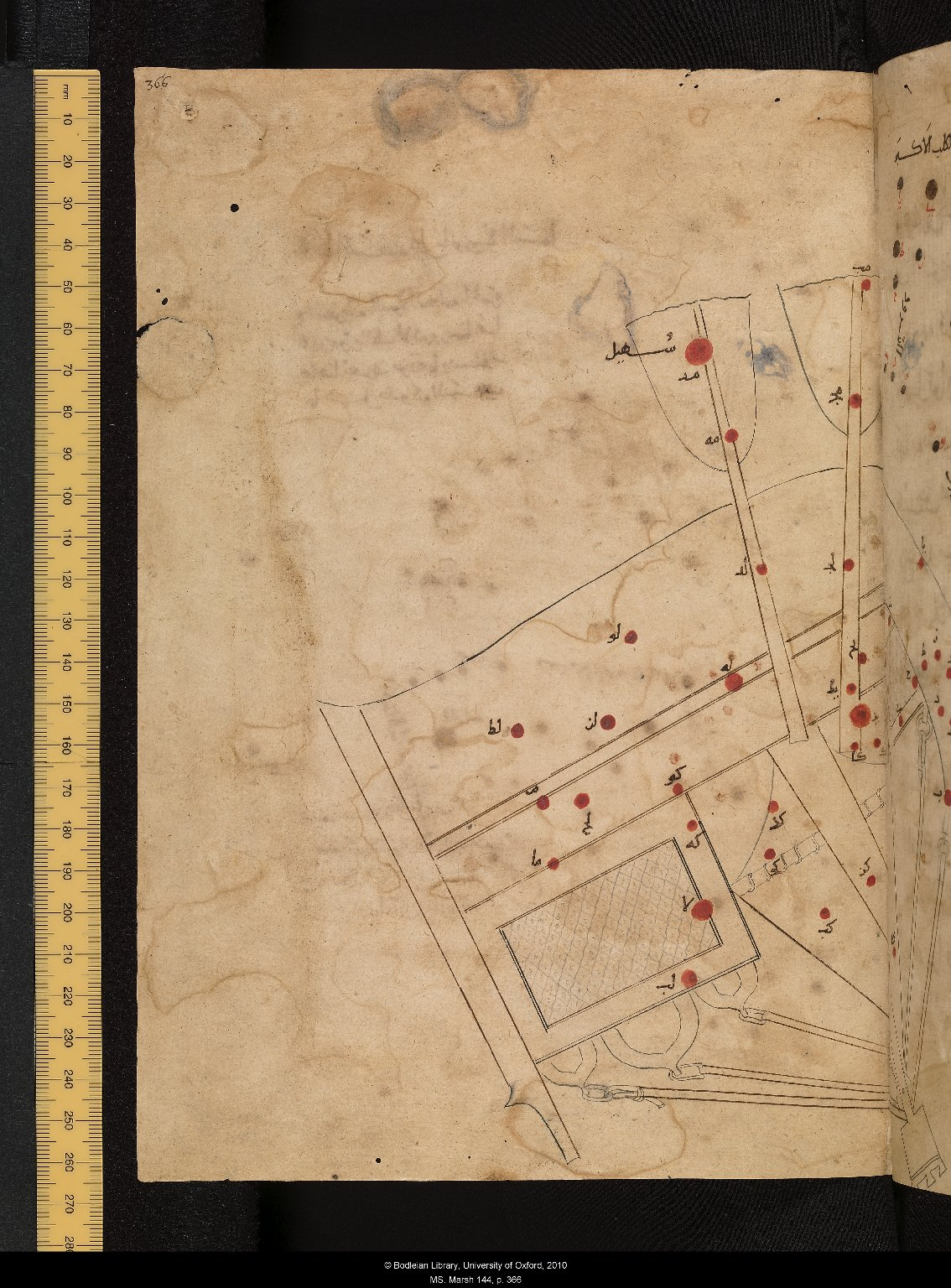
كوكب السفينة 2
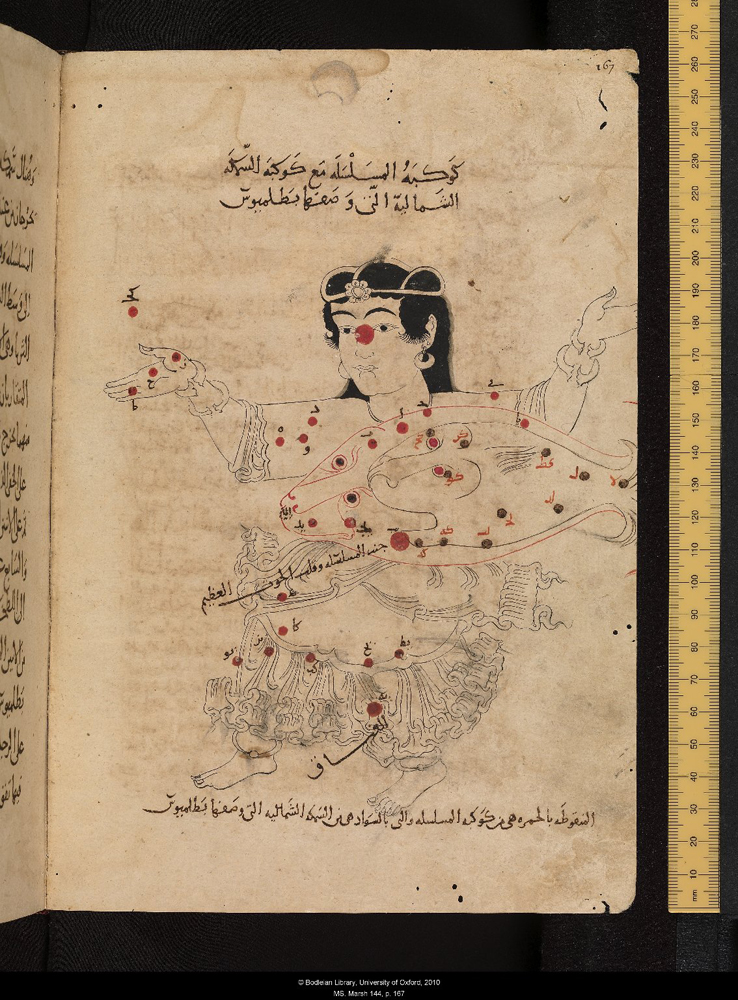
مجرة المرأة المسلسلة

## وصلات خارجية
- مخطوطة صور الكواكب الثمانية والأربعين في المكتبة الوطنية الفرنسية
- كتاب صور الكواكب الثابتة صوفي، عبد الرحمن بن عمر صوفى على موقع مكتبة قطر الوطنية
- كتاب «صور الكواكب» للصوفي تتبعه أقوال مأثورة و«كتاب عجائب المخلوقات وغرائب الموجودات» للقزويني على موقع المكتبة الرقمية العالمية
- الأبراج نسخة لكتاب الصوفي على موقع المكتبة الرقمية العالمية
- شرح لأرجوزة الكواكب لابن الصوفي هي تلخيص لكتاب صور الكواكب الذي وضعه والده